# Casa Hintz din Cluj

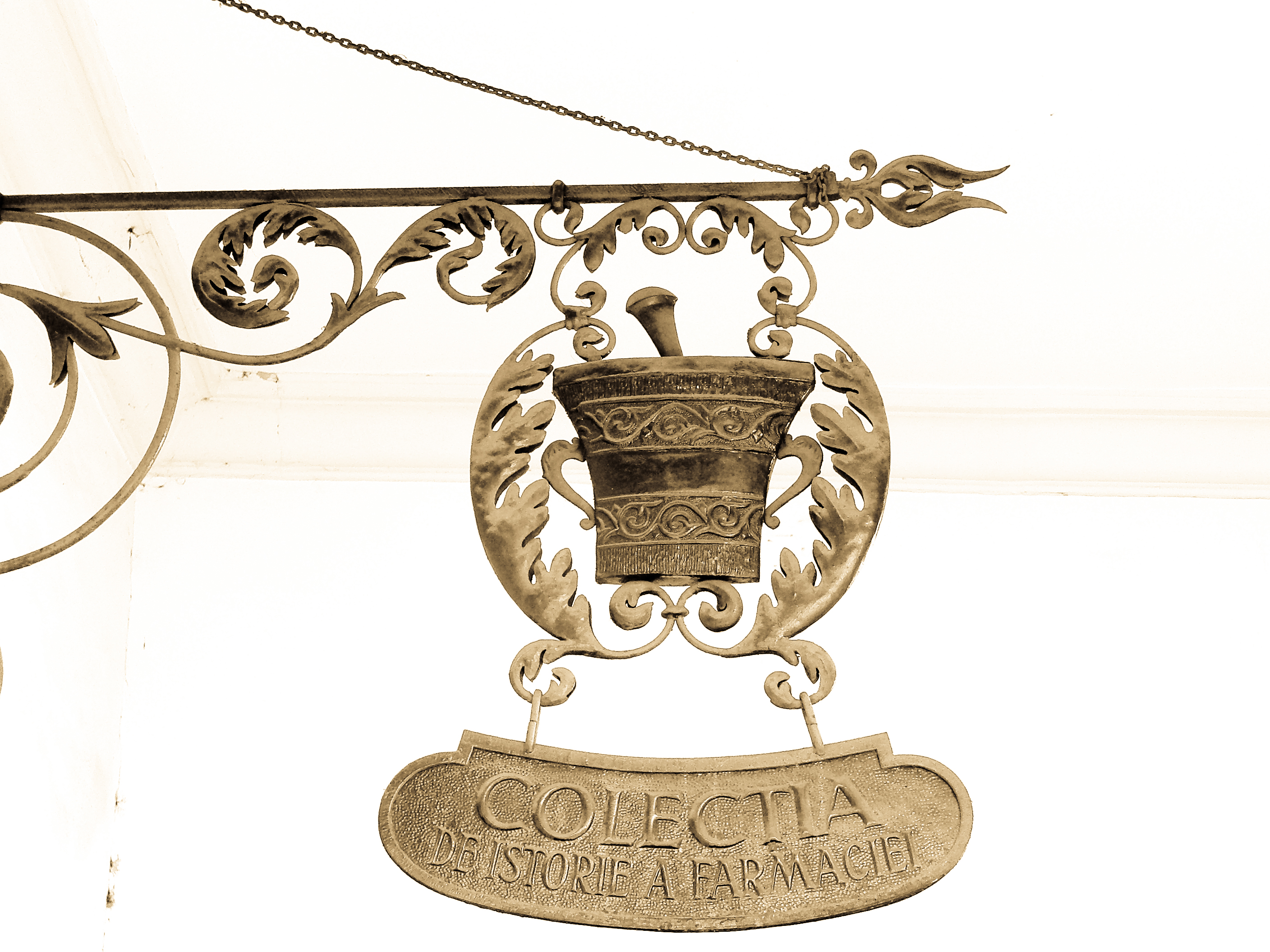

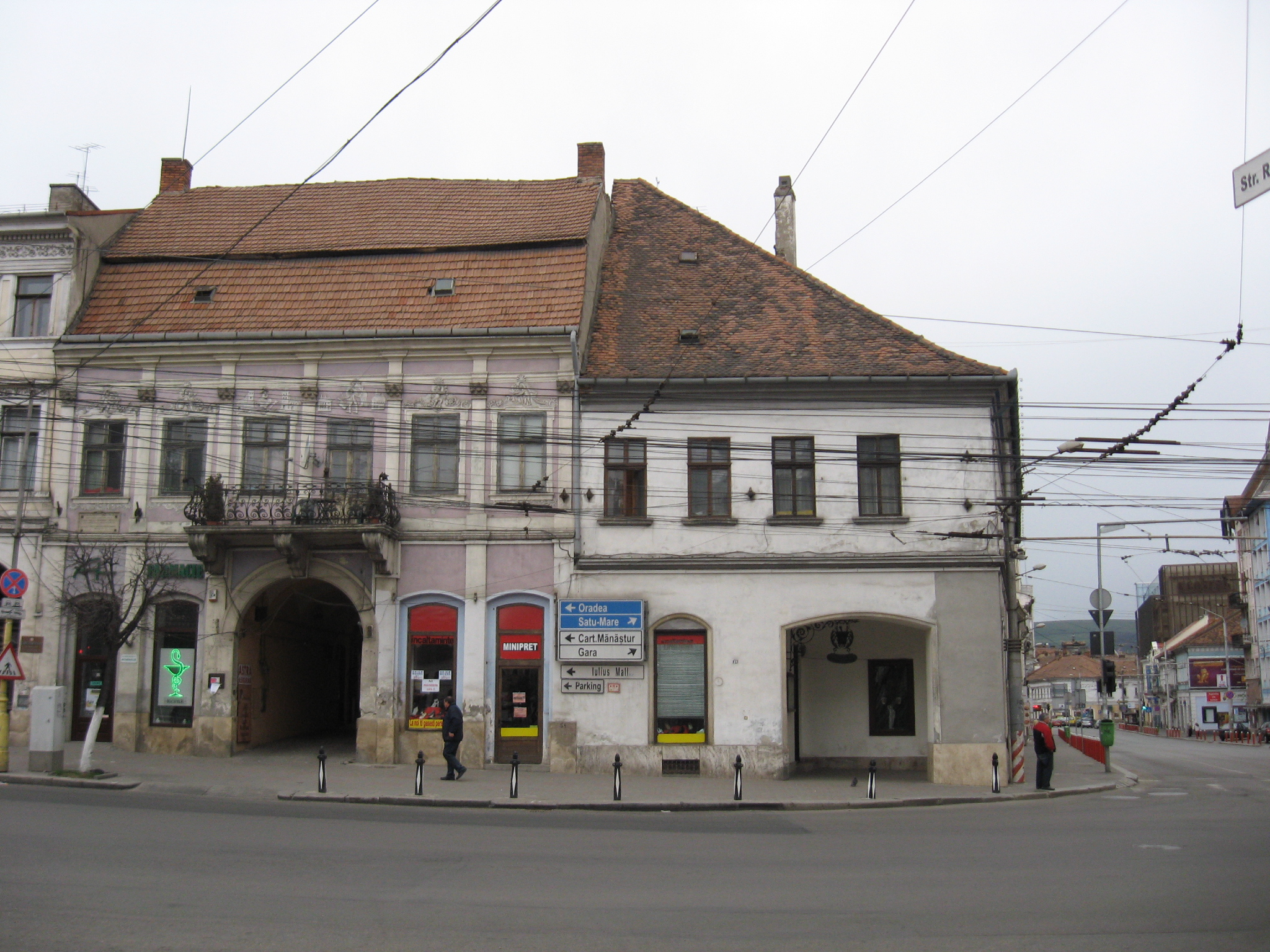
Vedere dinspre Piața Mare

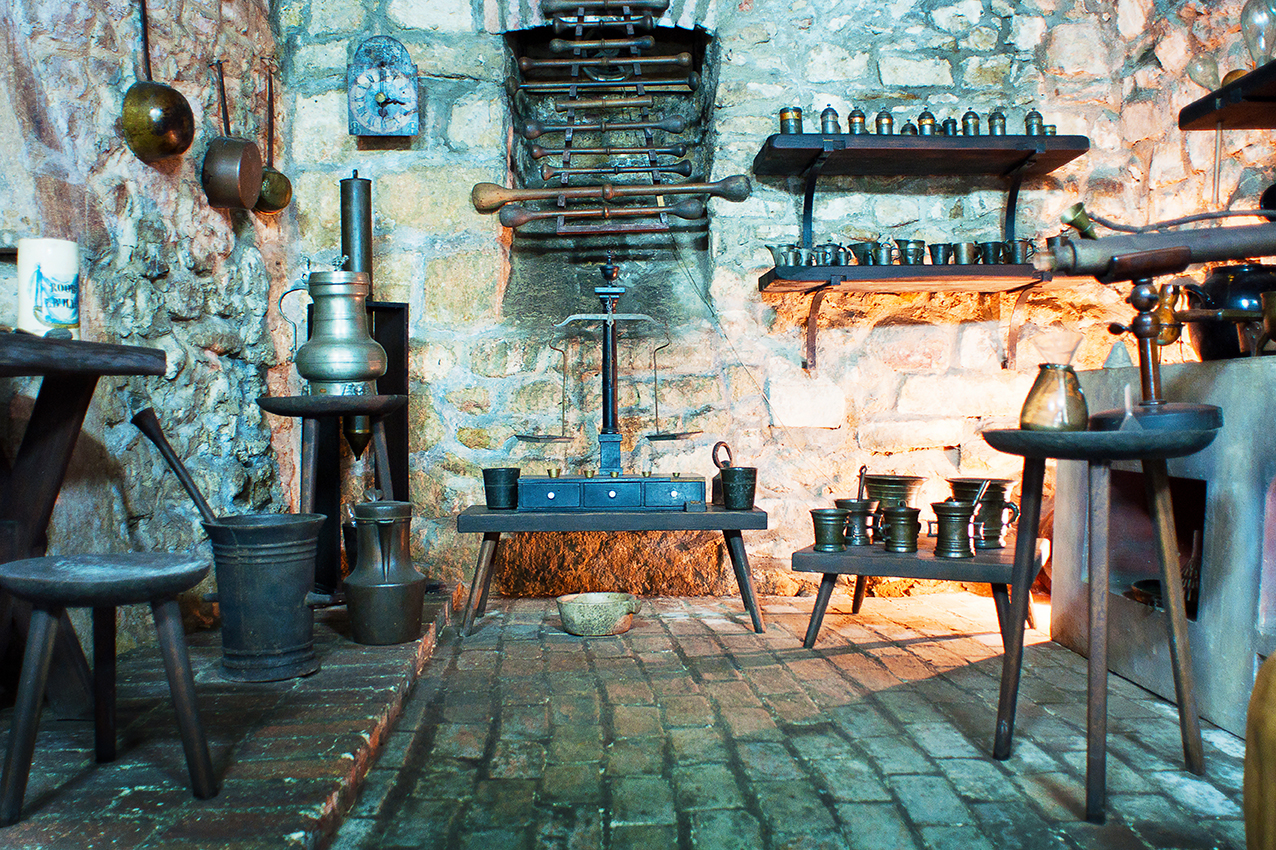
Interiorul (subsol)

Casa Hintz, numită uneori Casa Mauksch-Hintz, este un monument istoric și de arhitectură situat în Piața Unirii din Cluj-Napoca, la numărul 28, colț cu strada Regele Ferdinand (Ulița Podului). În acest imobil a fost deschisă în anul 1573 prima farmacie din oraș. Clădirea găzduiește în prezent colecția muzeului de istorie a farmaciei.

## Descriere
Casa are patru ferestre spre centrul orașului (Piața Unirii), aripa mai lungă (cu șase ferestre) situându-se pe strada Podului (în prezent Regele Ferdinand). Structura înaltă a acoperișului trădează o construcție veche. Elemente renascentiste se mai găsesc doar în câteva dintre camerele de la parter, în curtea îngustă și în pivniță. În jurul anilor 1820 frontul casei a fost modificat în stil clasicist, însă la jumătatea secolului al XX-lea și-a reprimit aspectul puritan, care relevă mai elocvent adevărata ei vechime. 

## Istoric
Din anul 1573 clădirea a adăpostit prima farmacie publică din Cluj. Din 1752 clădirea a fost închiriată farmaciștilor particulari, primul chiriaș fiind farmacistul Tobias Mauksch, venit din Bistrița, care a fost în același timp și demnitar al Bisericii Evanghelice-Luterane din Cluj, situată peste drum.
În a doua jumătate a secolului al XIX-lea casa și farmacia au intrat în posesia familiei Hintz, rămânând a lor până la naționalizarea de după cel de al doilea război mondial. Farmacia era cunoscută sub numele de Farmacia Sf. Gheorghe și a funcționat până în anul 1949. În prezent clădirea adăpostește Colecția de Istorie a Farmaciei a Muzeului de Istorie a Transilvaniei, ale cărei baze au fost puse încă de la sfârșitul secolului al XIX-lea și începutul secolului al XX-lea de către Julius Orient.

## Colecția de istorie a farmaciei
Expoziția din interiorul clădirii prezintă mobilier specific, vase de faianță, cântare vechi, instrumente de laborator farmaceutic (circa 3.000 de obiecte). Ea păstrează structura farmaciilor de altădată, cu Officina, sălile de depozitare a materialelor și laboratorul. Holul de intrare este folosit pentru expoziții temporare iar ultima sală prezintă o bogată colecție de aparatură medicală, folosită în spitalele clujene la sfârșitul secolului al XIX-lea și în secolul XX, donată de Prof. Pompiuliu Manea.
La originea acestui muzeu se află colecția de obiecte farmaceutice transilvănene a profesorului Iuliu Orient (1869-1940), expusă în anul 1904 într-una dintre sălile Muzeului Ardelean. Această colecție a fost donată muzeului, fiind îmbogățită pe parcursul timpului prin alte donații valoroase care ilustrează activitatea farmaceutică din Transilvania între secolele  XVI-XIX .
Profesorul Bologa, șeful catedrei de Istoria Medicinei și Farmaciei din cadrul Facultății de Medicină și Farmacie din Cluj, a fondat în anul 1954 Muzeului Farmaciei, care a fost organizat și panotat efectiv de Dr. Izsak Samuel. Ulterior, Muzeul Farmaciei a primit numele de Colecția de Istorie a Farmaciei, fiind subordonată Universității de Medicină și Farmacie și apoi Muzeului Național de Istorie a Transilvaniei.
Structura farmaciei medievale transilvănene este similară cu cea a altor farmacii din Europa acelor timpuri. În Officina, încăperea cea mai decorată,  se vindeau medicamentele și se trata cu clienții. Laboratorul, unde se preparau medicamente, era amplasat inițial în subsolul imobilului. O altă încăpere, Camera materialelor, era destinată depozitării materiilor prime folosite și a medicamentelor. La etaj locuia farmacistul împreună cu familia, asistentul, și servitorii, iar în pod se uscau și se depozitau plante - etajul și podul nu fac parte din muzeu, deci nu pot fi vizitate, dar în partea din spate a imobilului se poate vedea, la nivelul acoperișului, deschiderea pentru scripeții fosiți pentru ridicarea sacilor cu materii vegetale.
În munca lor, farmaciștii se inspirau din diferite farmacopei, dispensatorii precum și din alte cărți vechi în care era trecută, în cele mai mici detalii, tehnica de realizare a fiecărui produs farmaceutic. Pe lângă mobilier și lucrări de profil, în muzeu este expusă o impresionantă colecție de vase farmaceutice, realizate din diverse materiale, aparatură de laborator, precum și o serie de ingrediente folosite de-a lungul timpului, inclusiv celebrul Praf de Mumie.

## Imagini

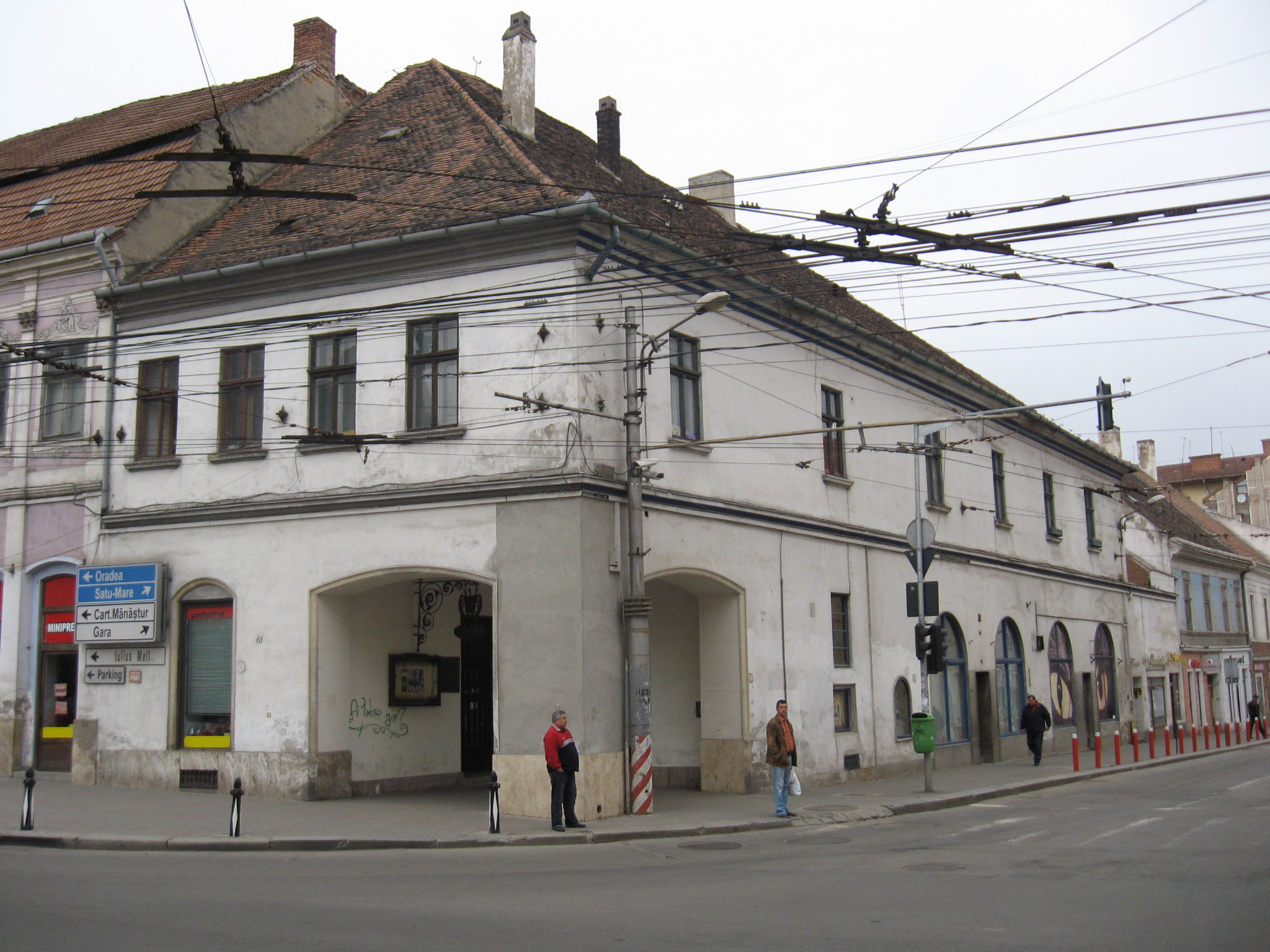
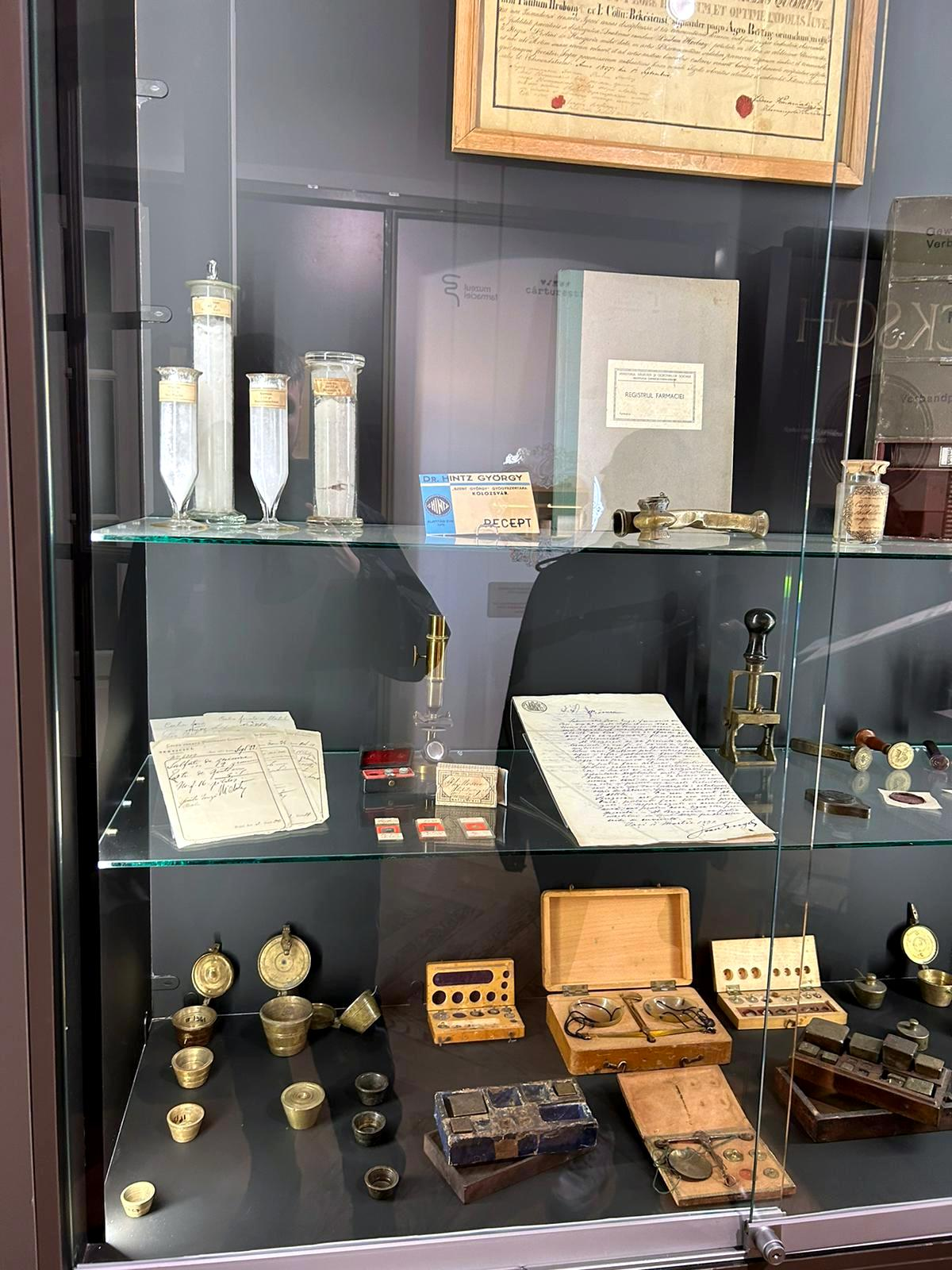
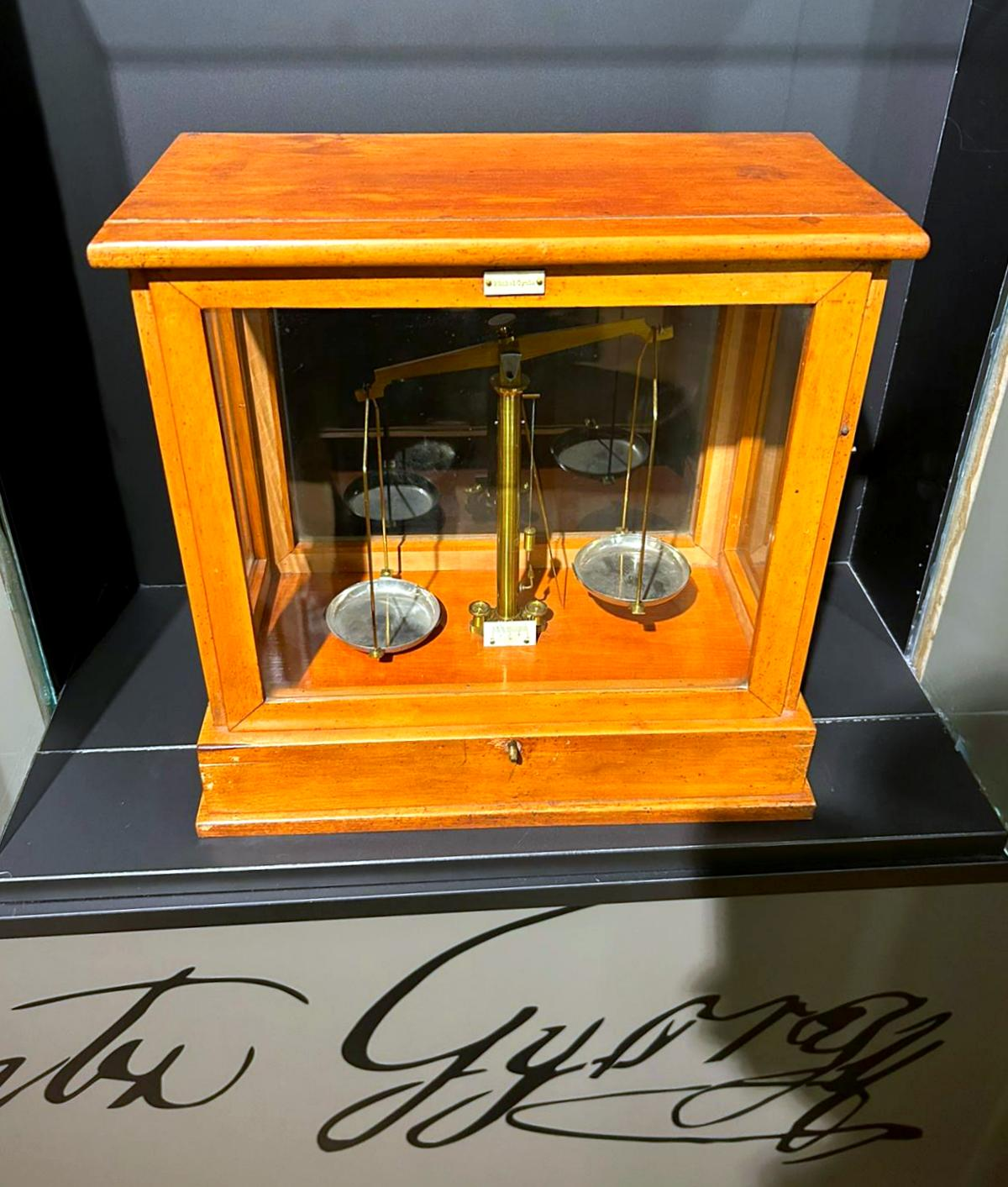
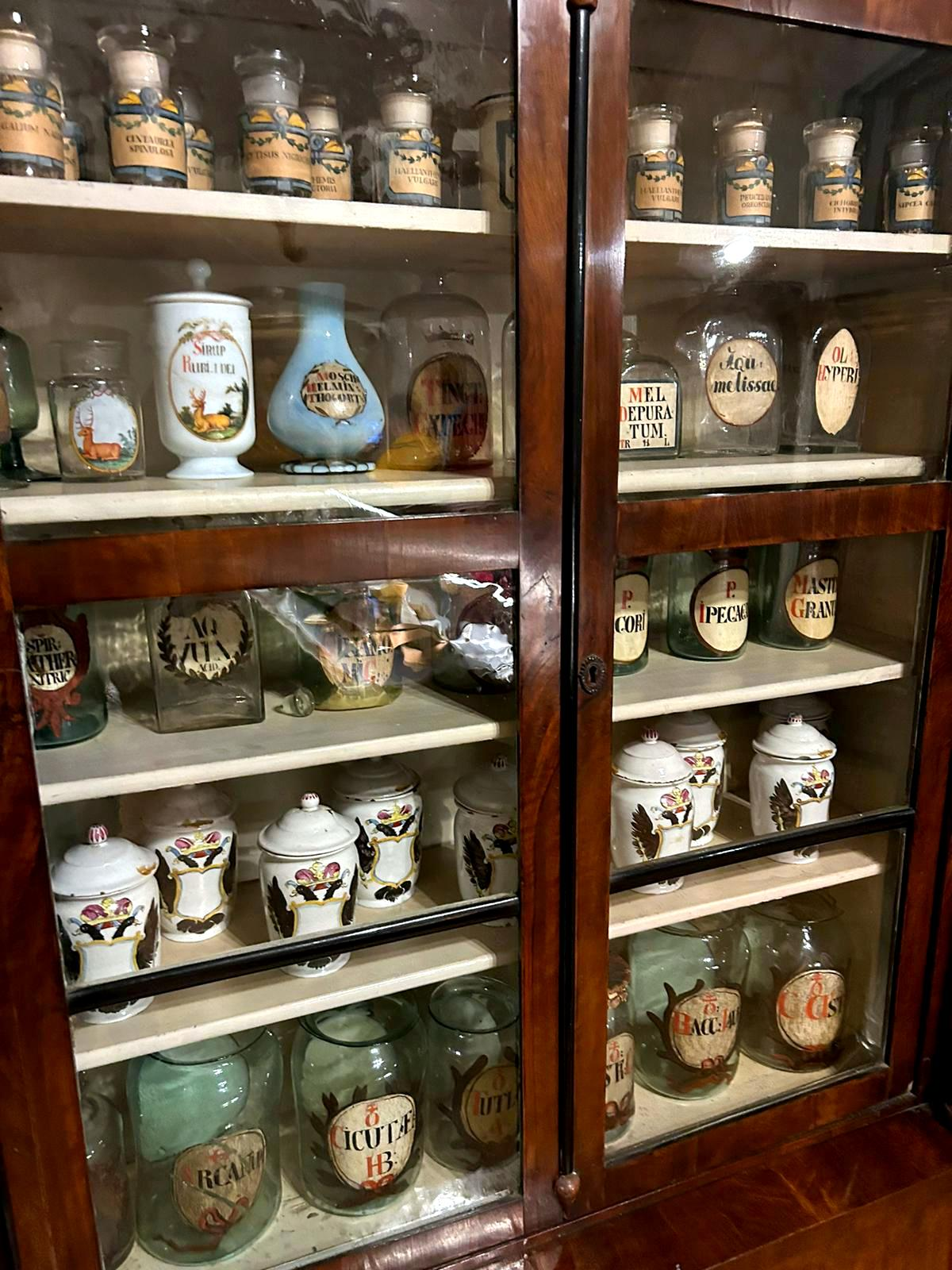
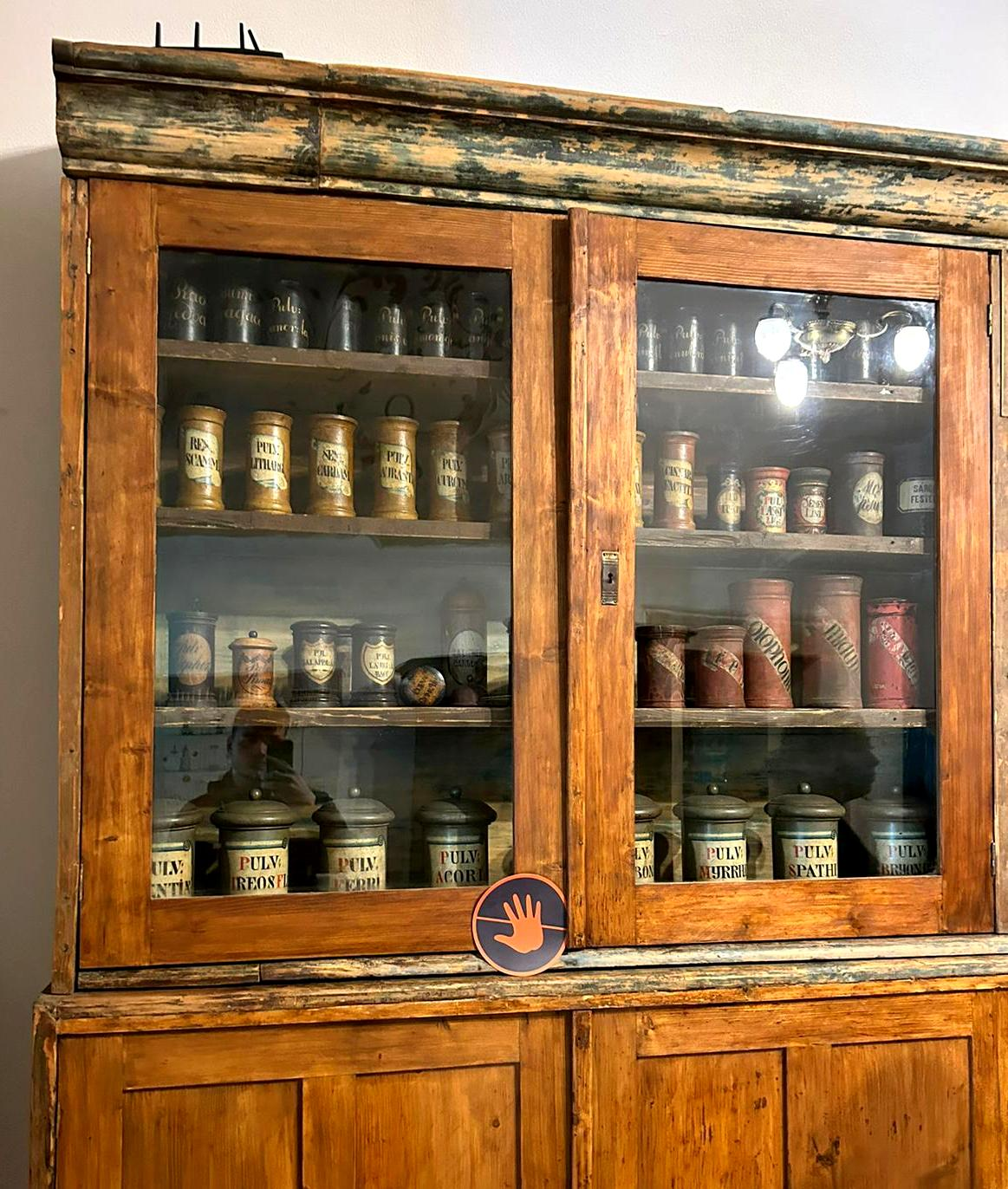
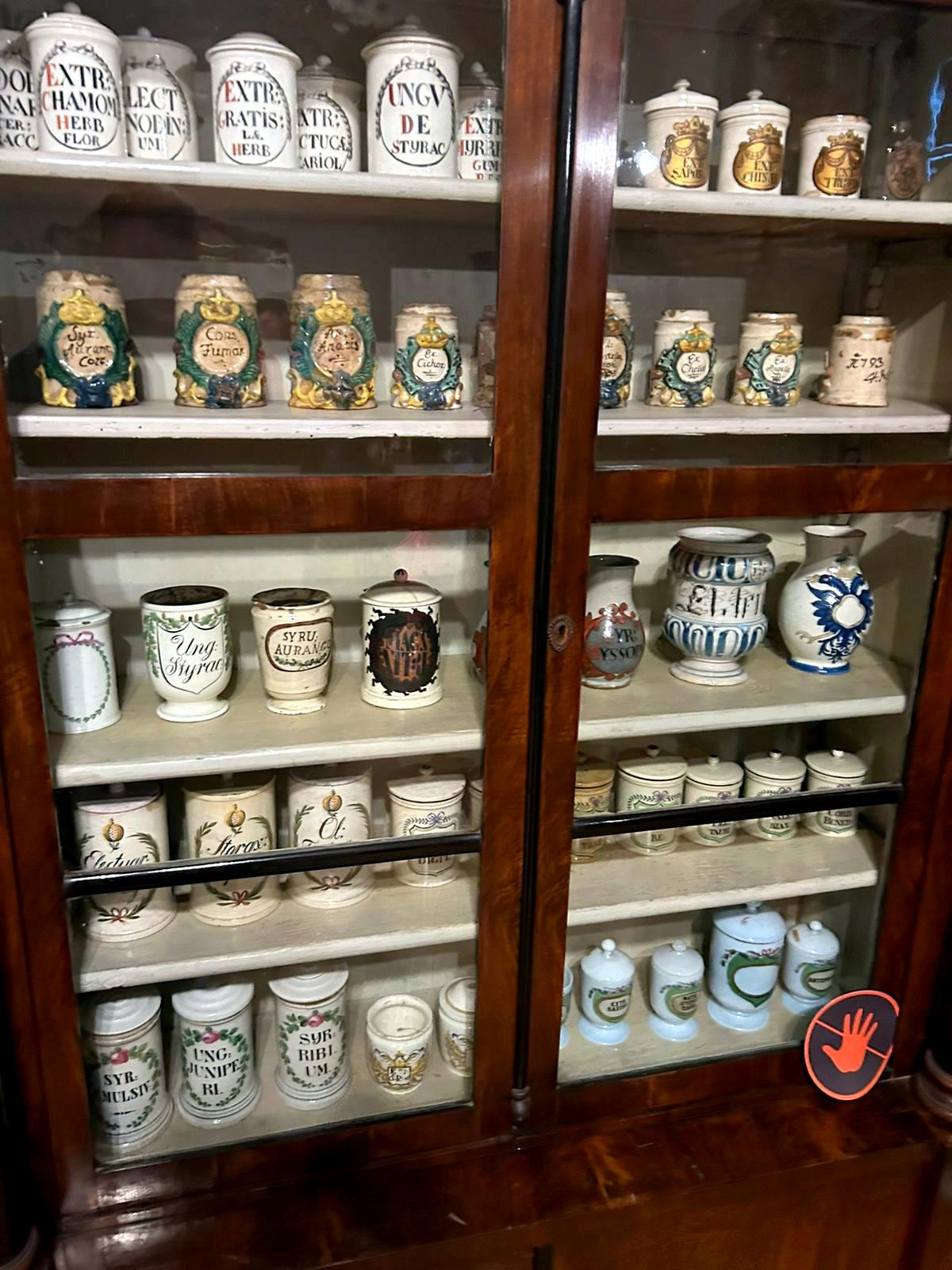
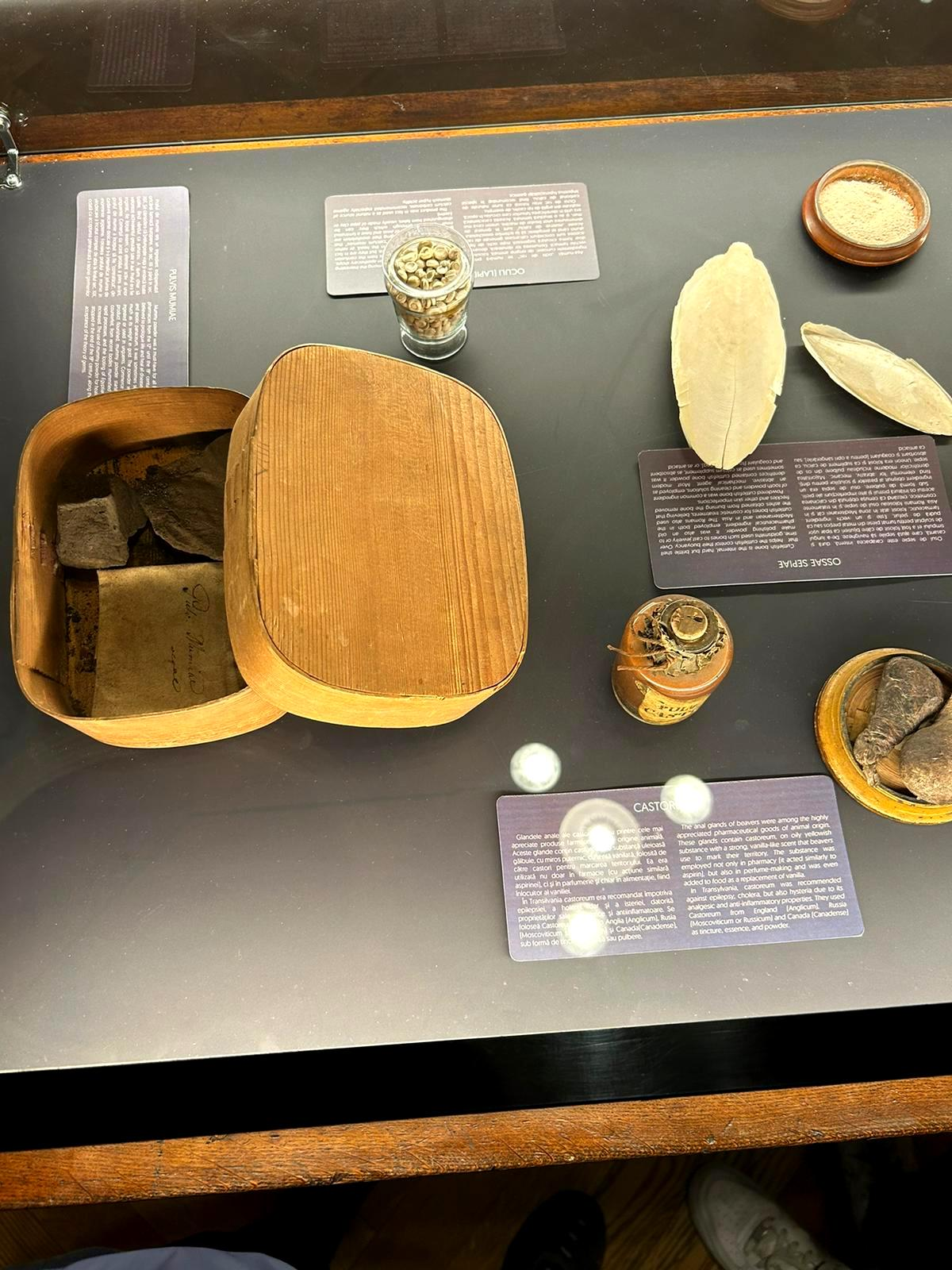
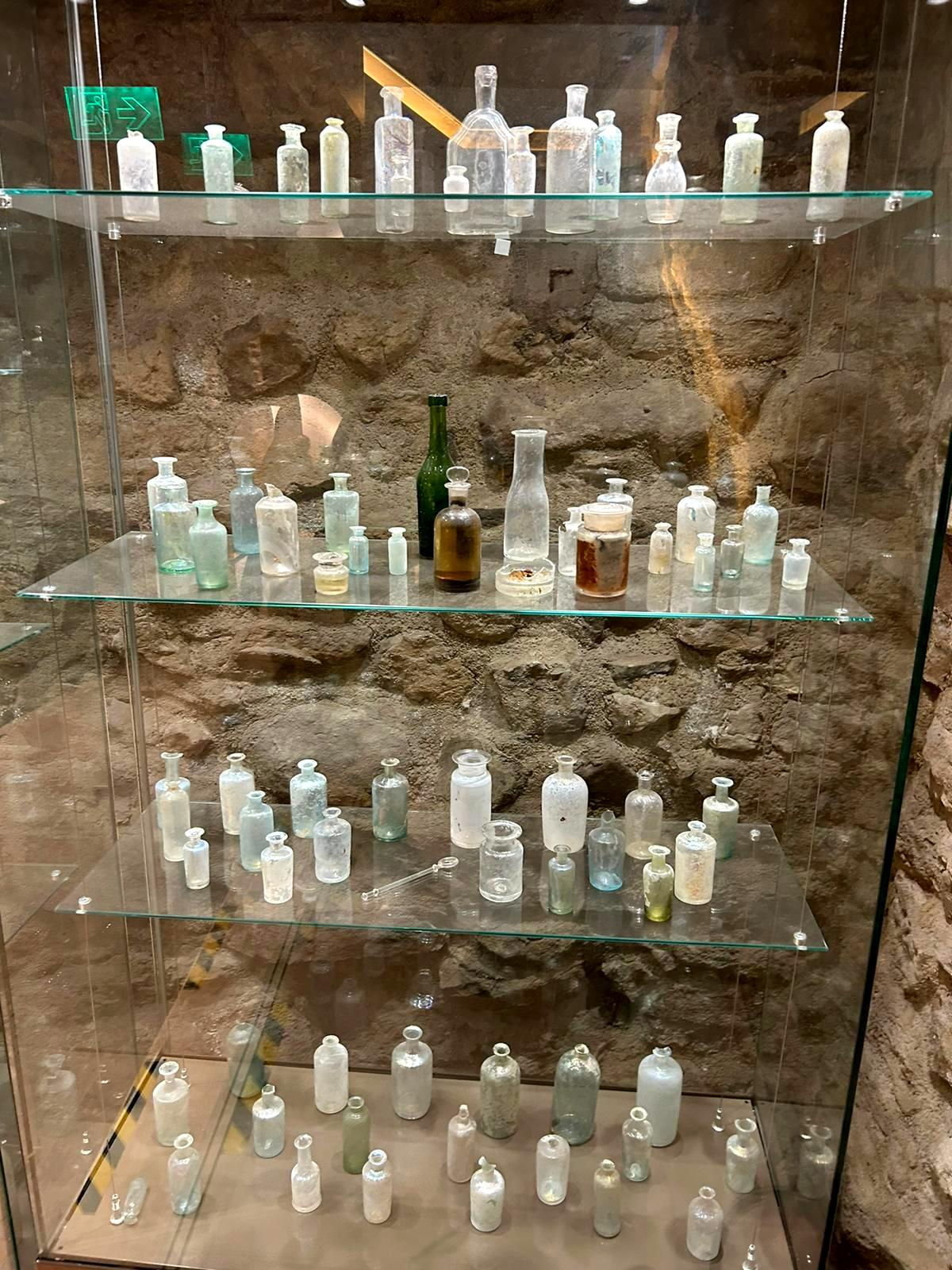
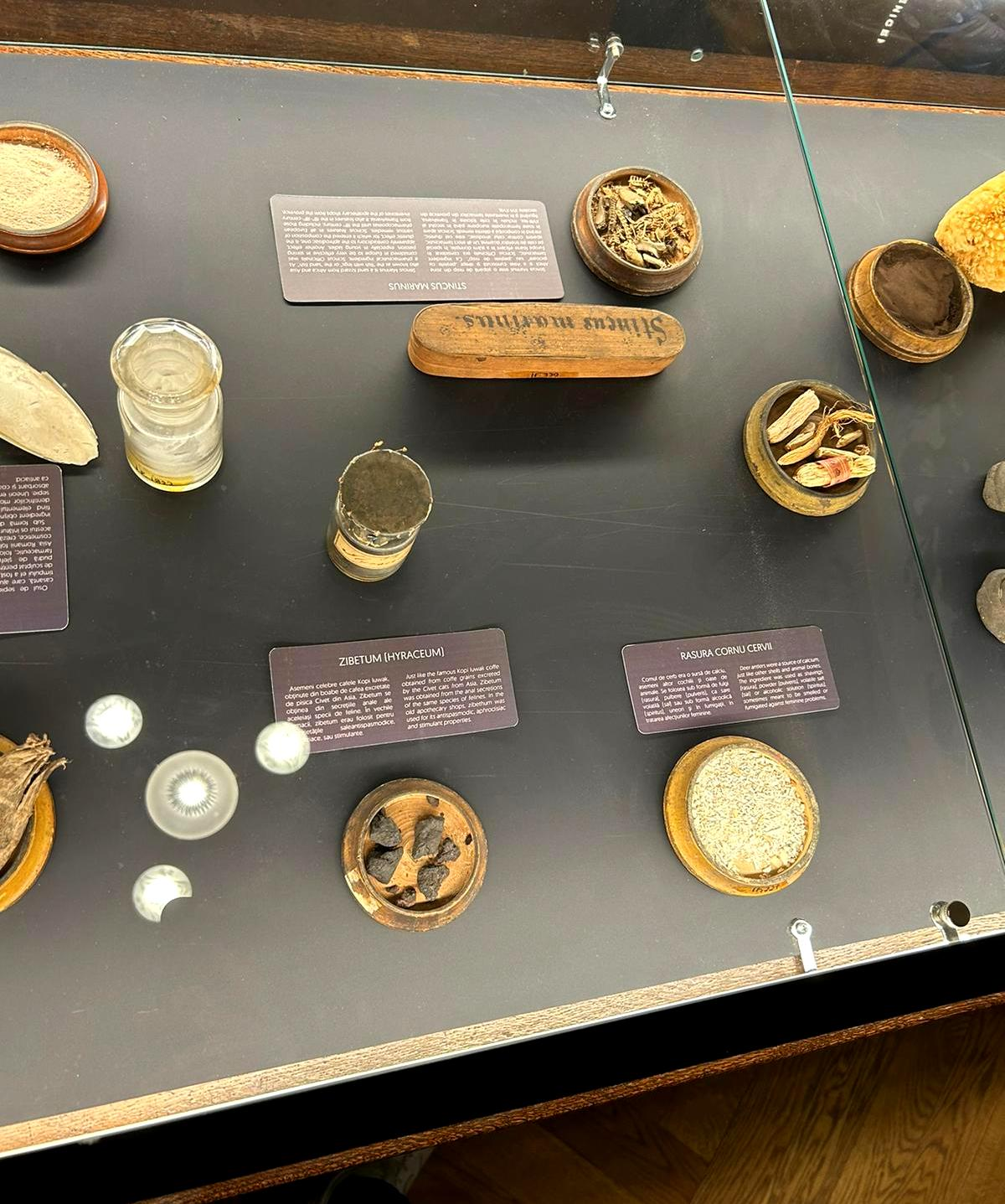
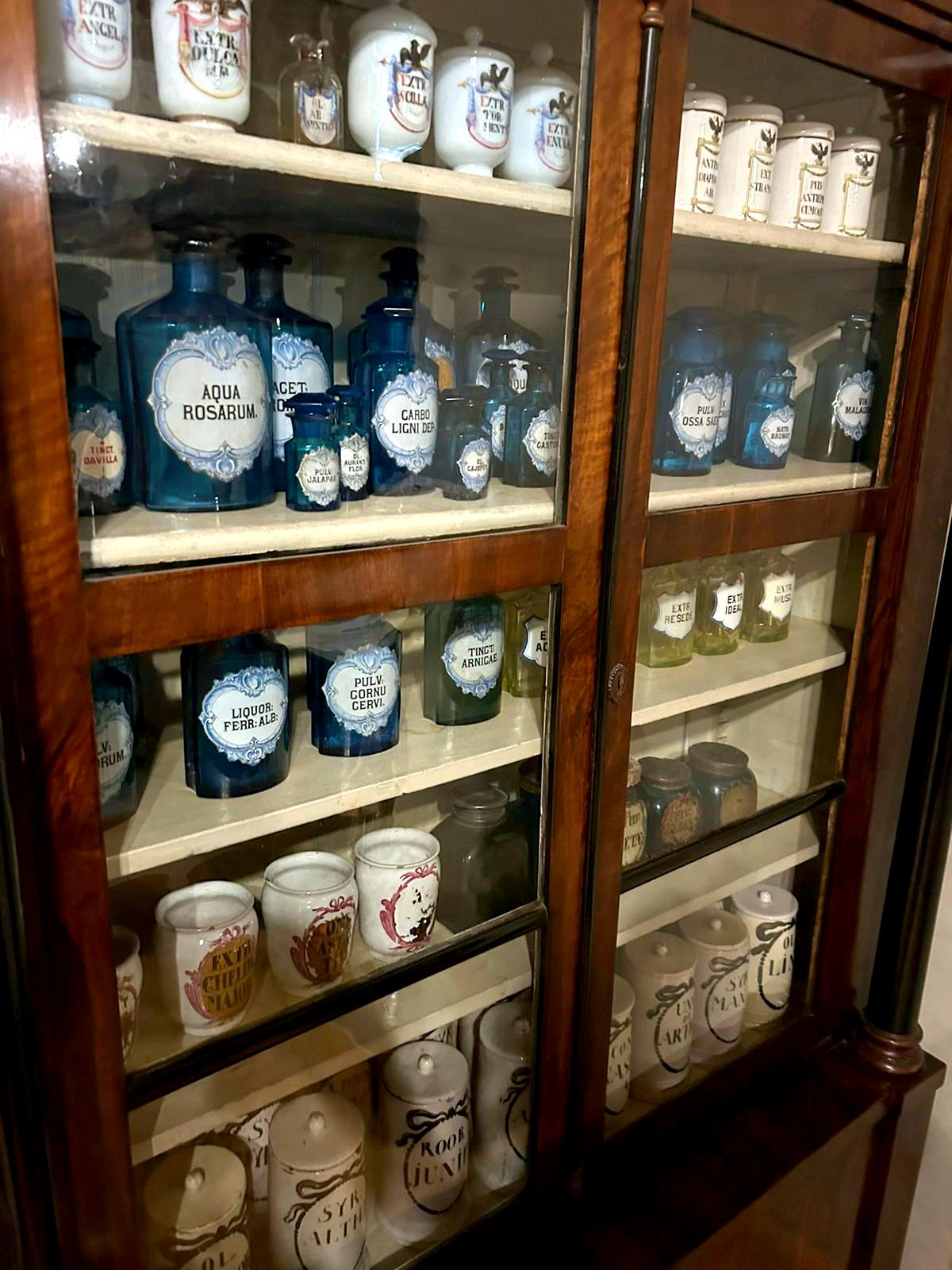
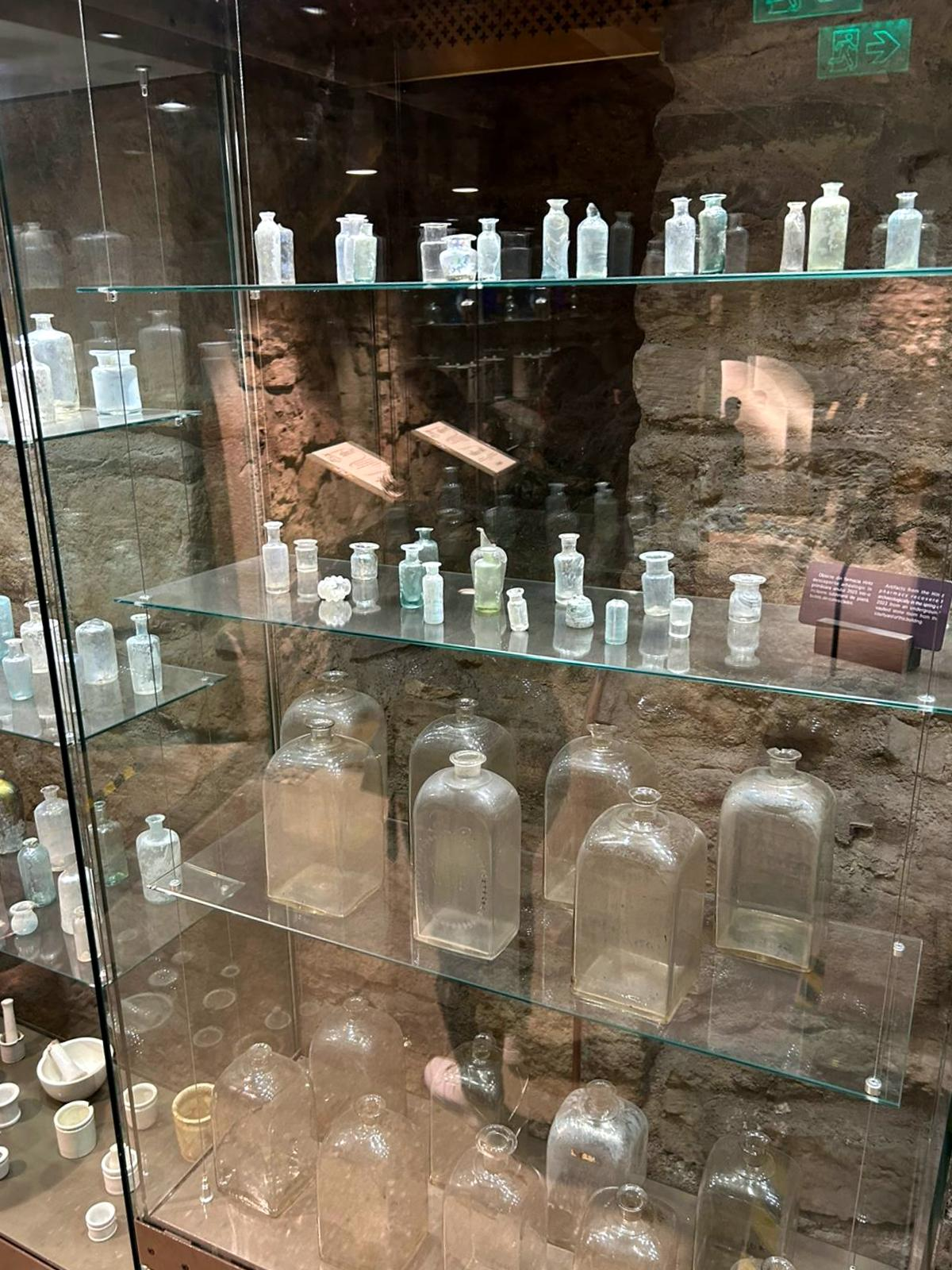
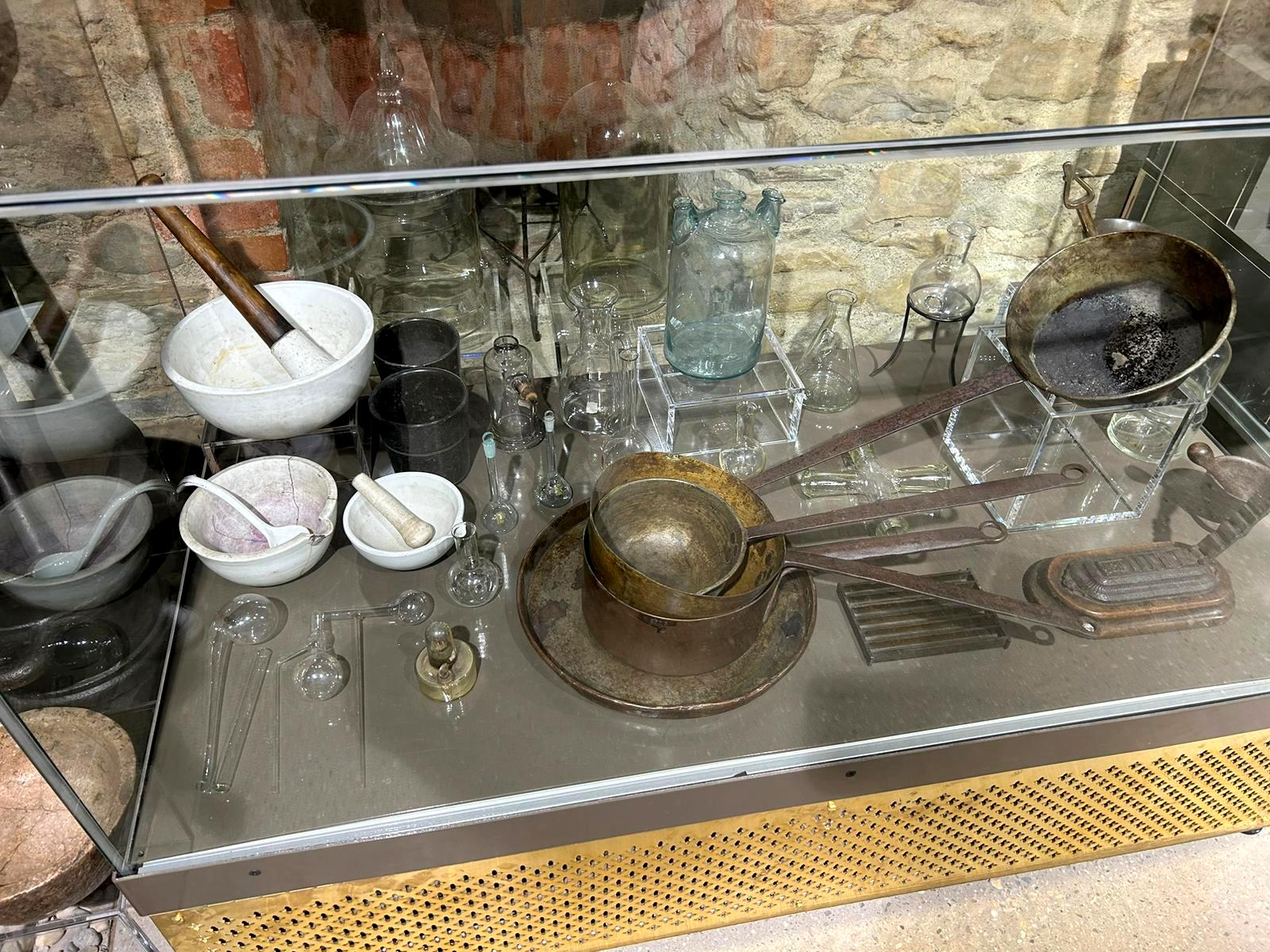
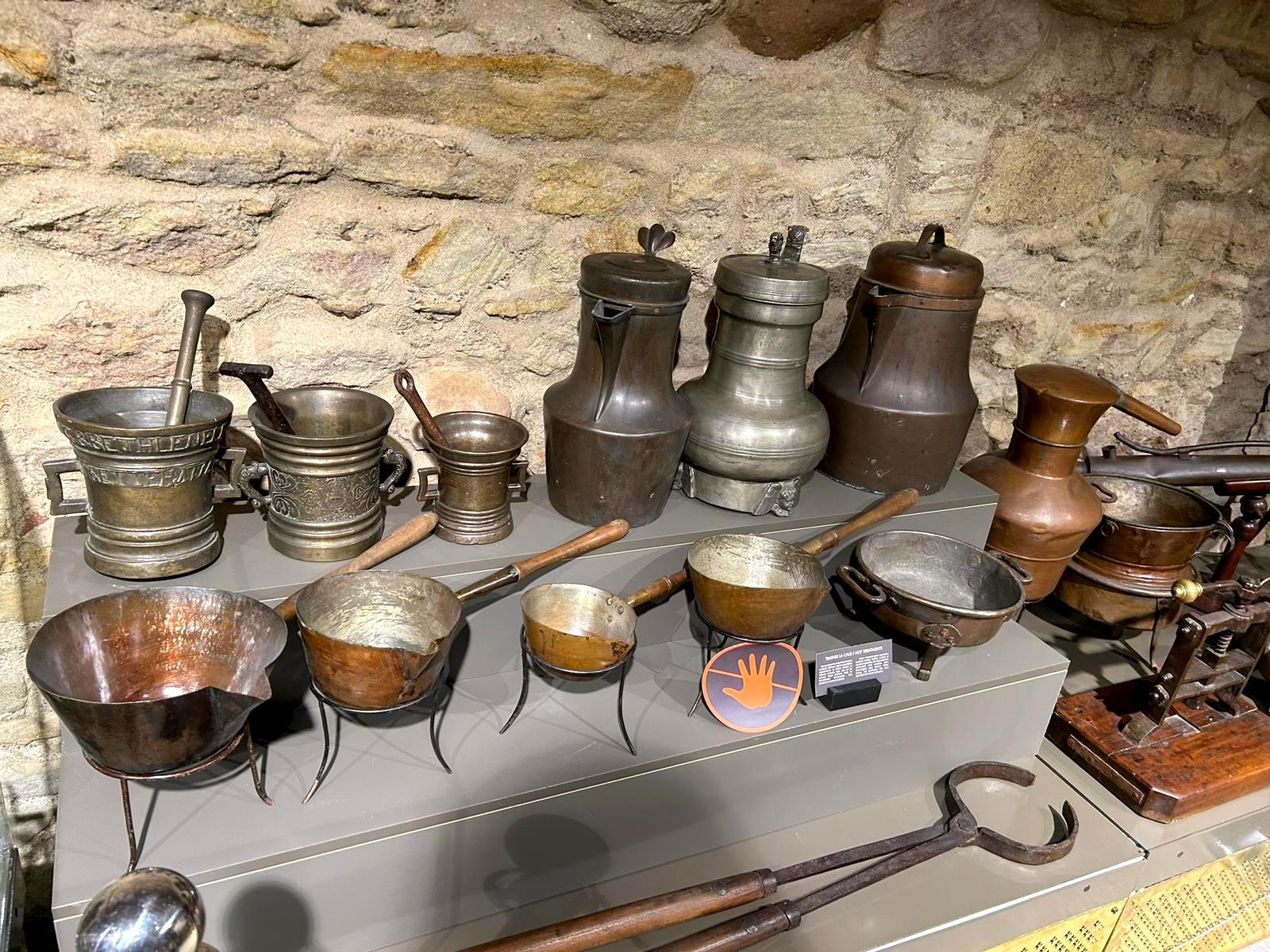
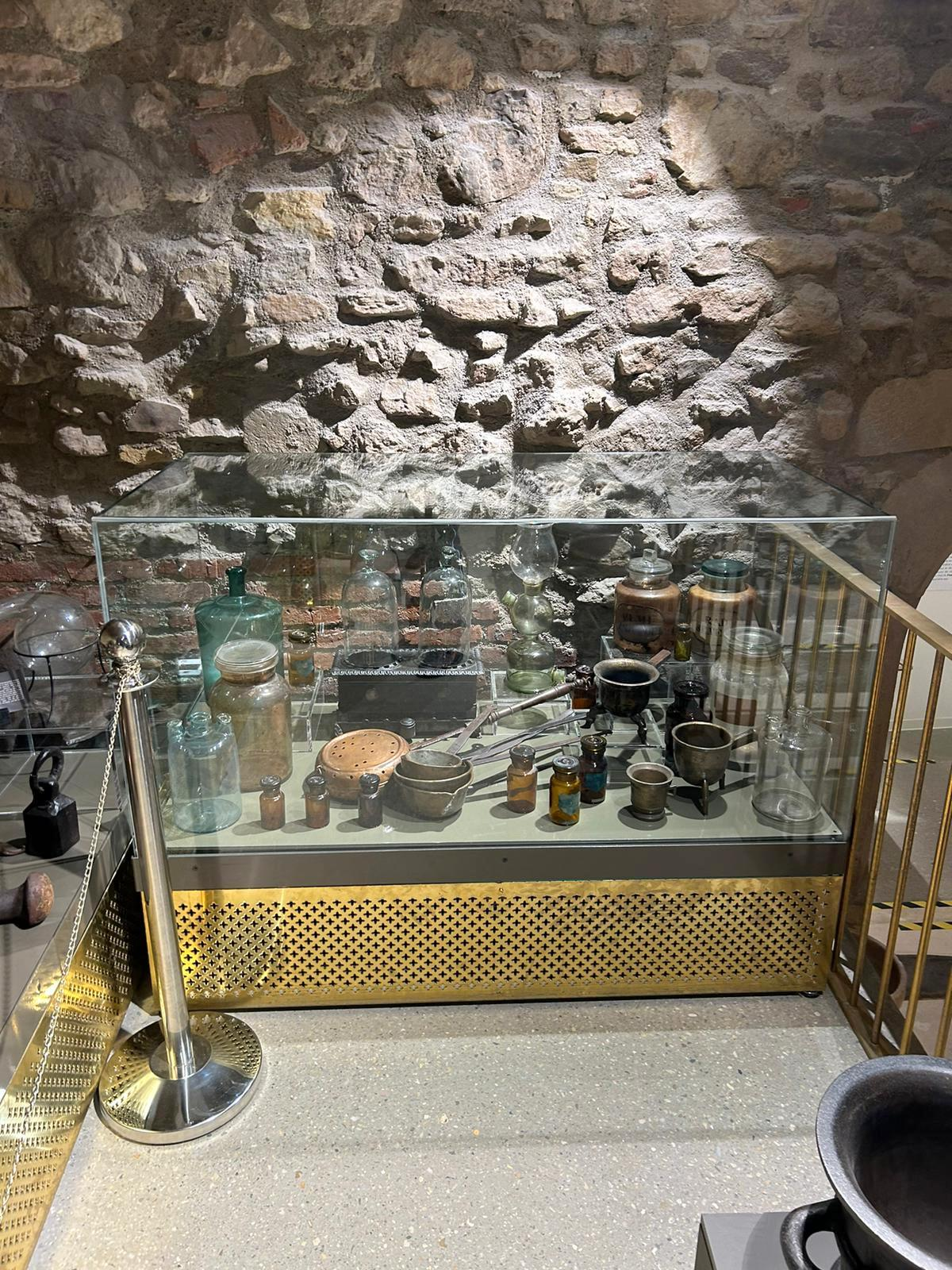
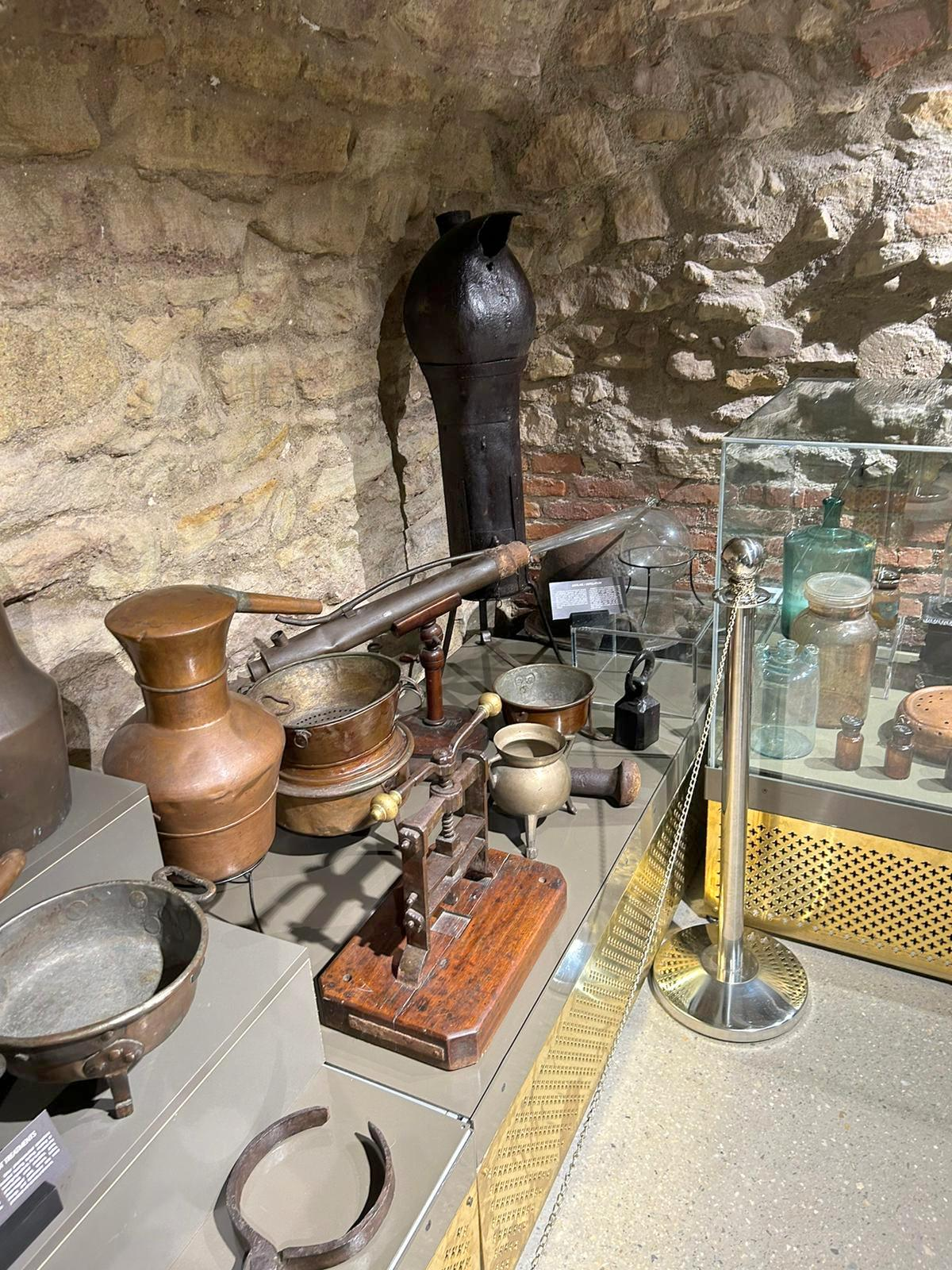
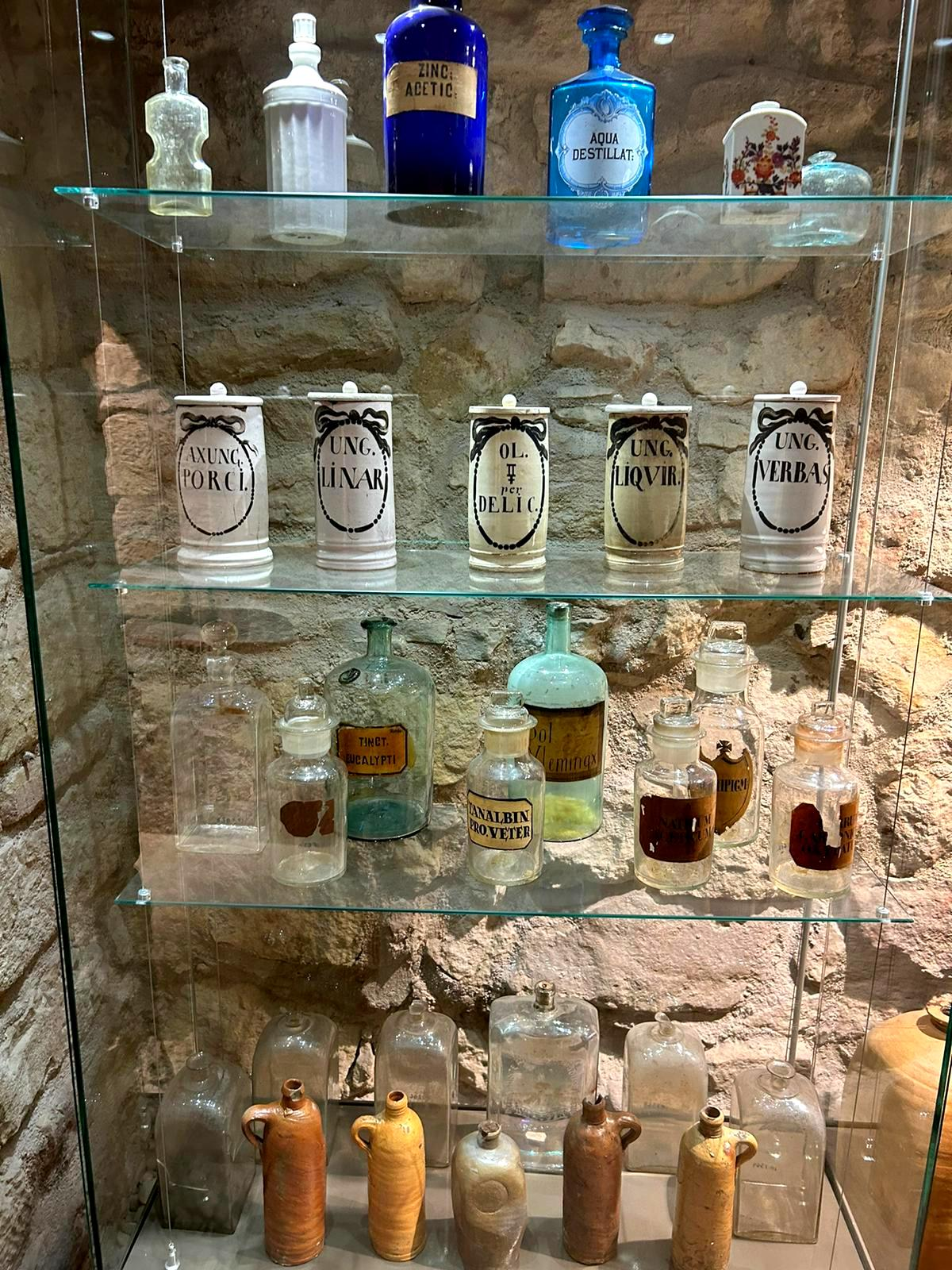
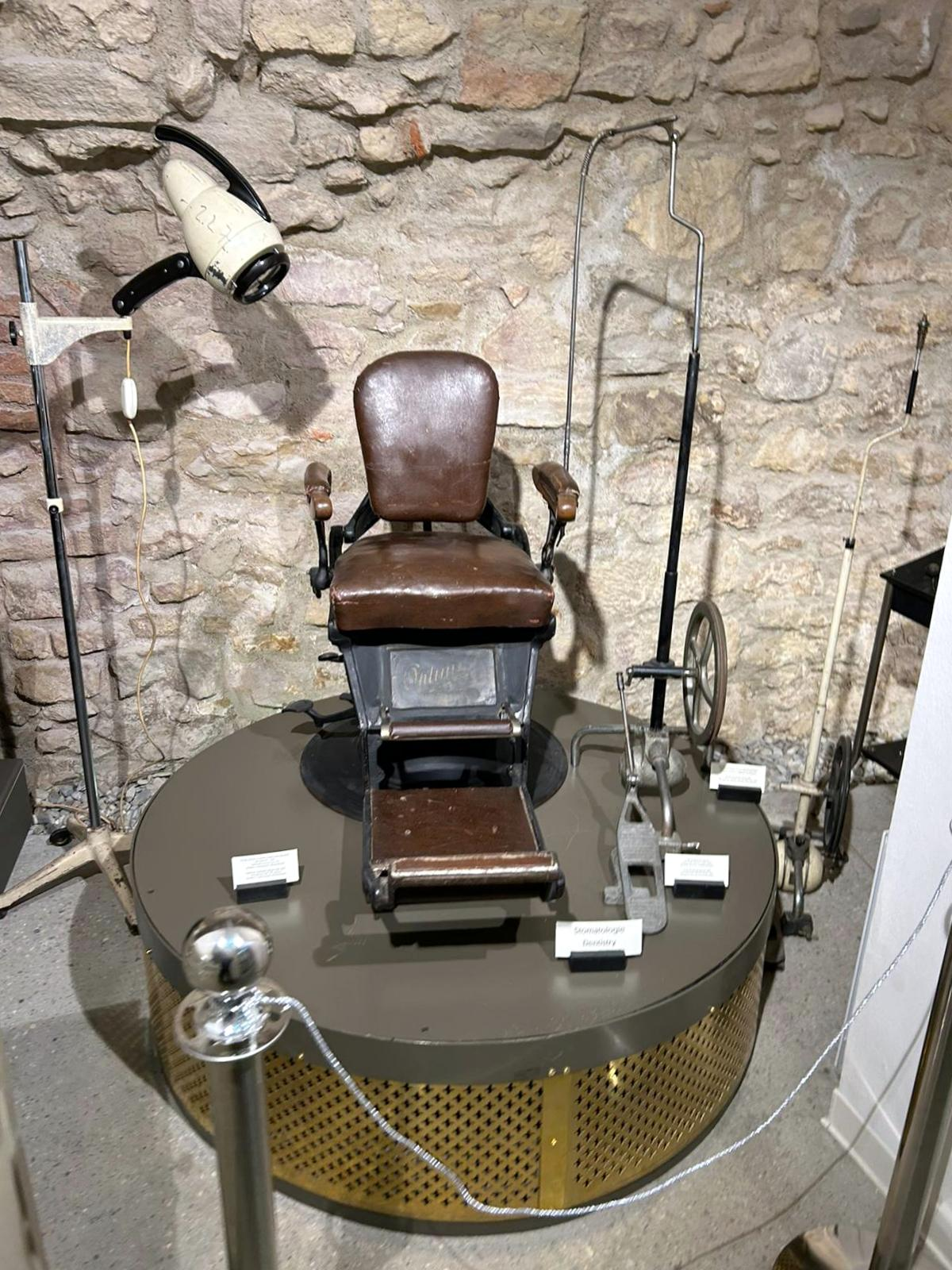
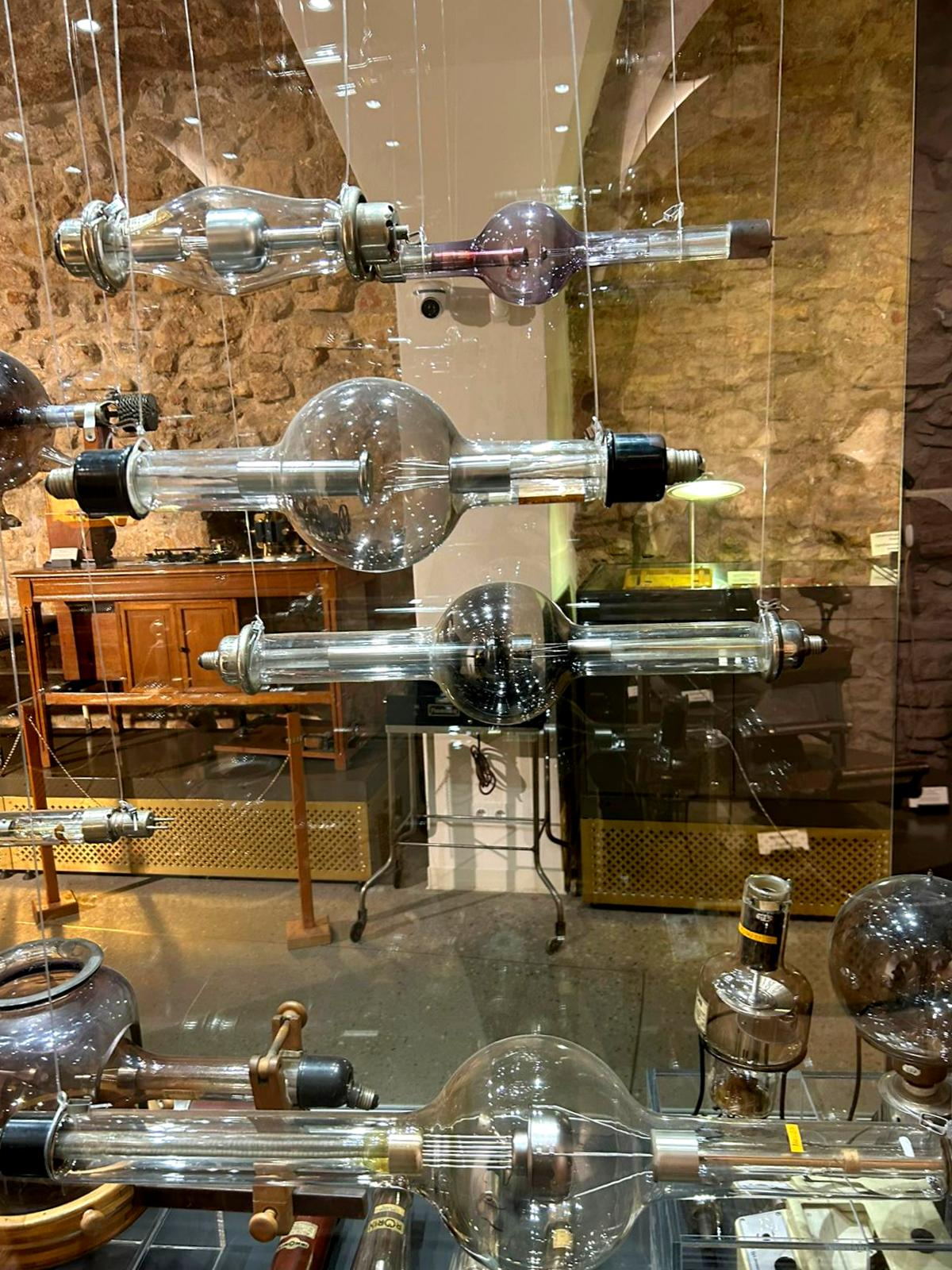
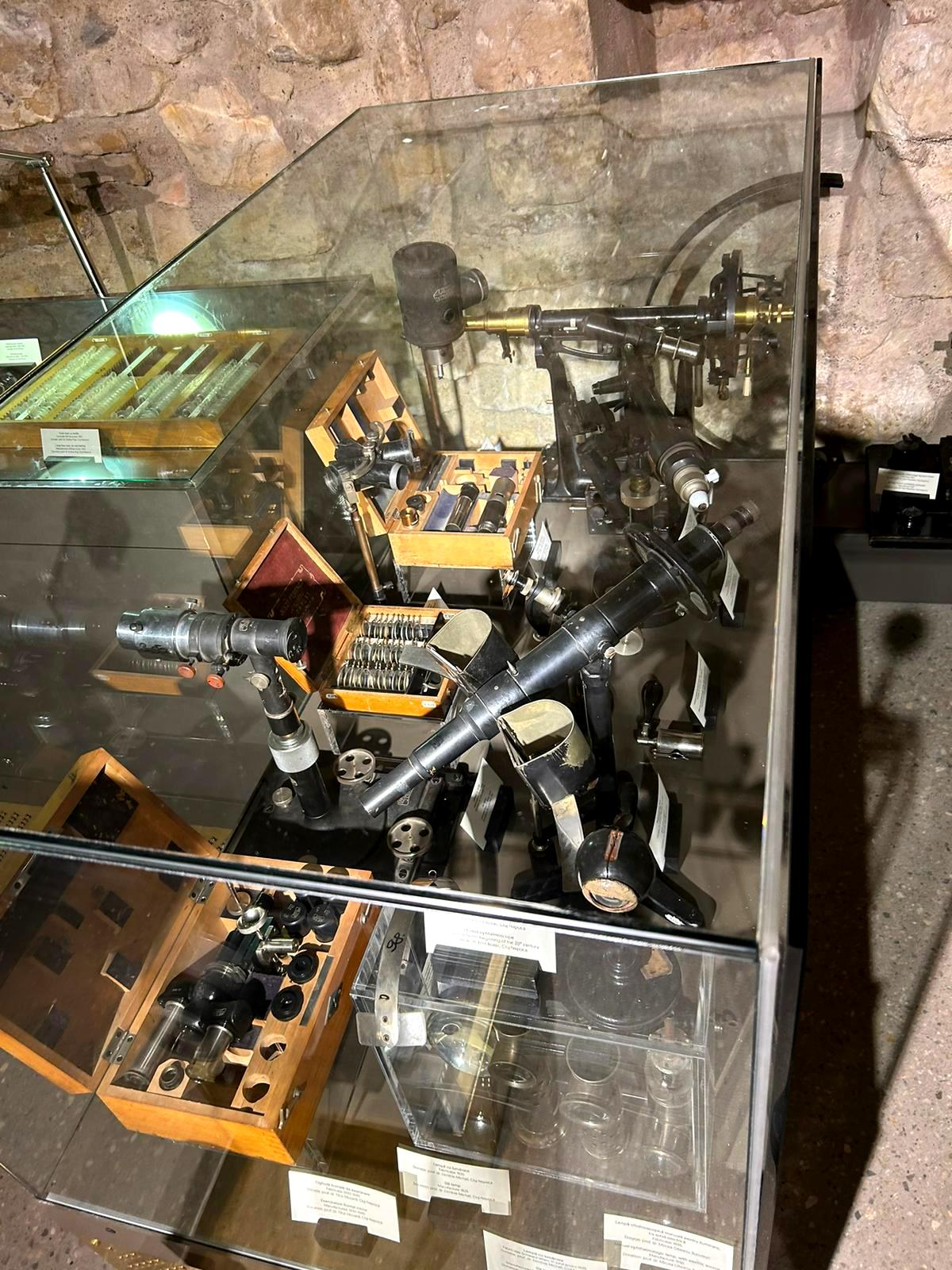
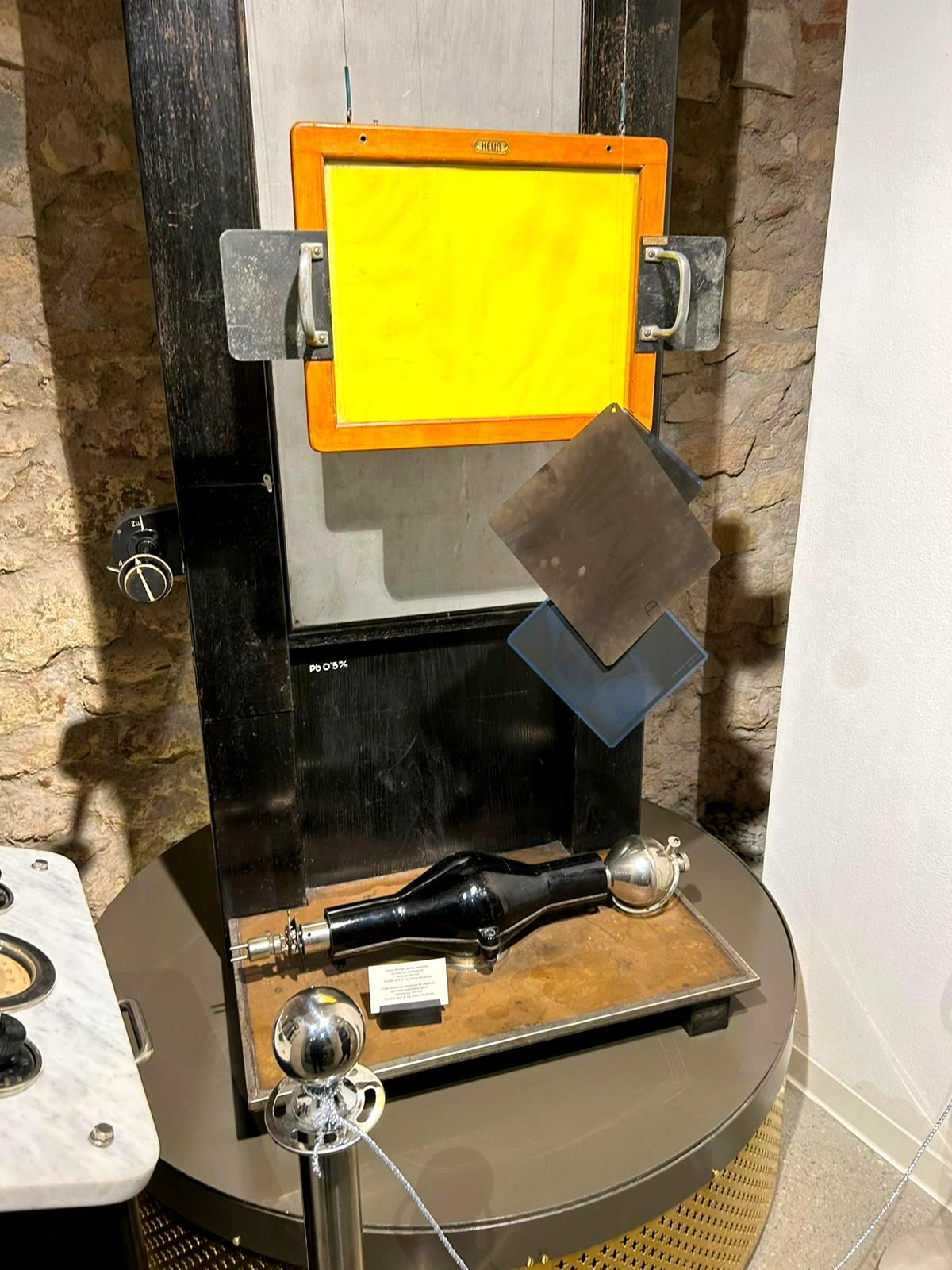
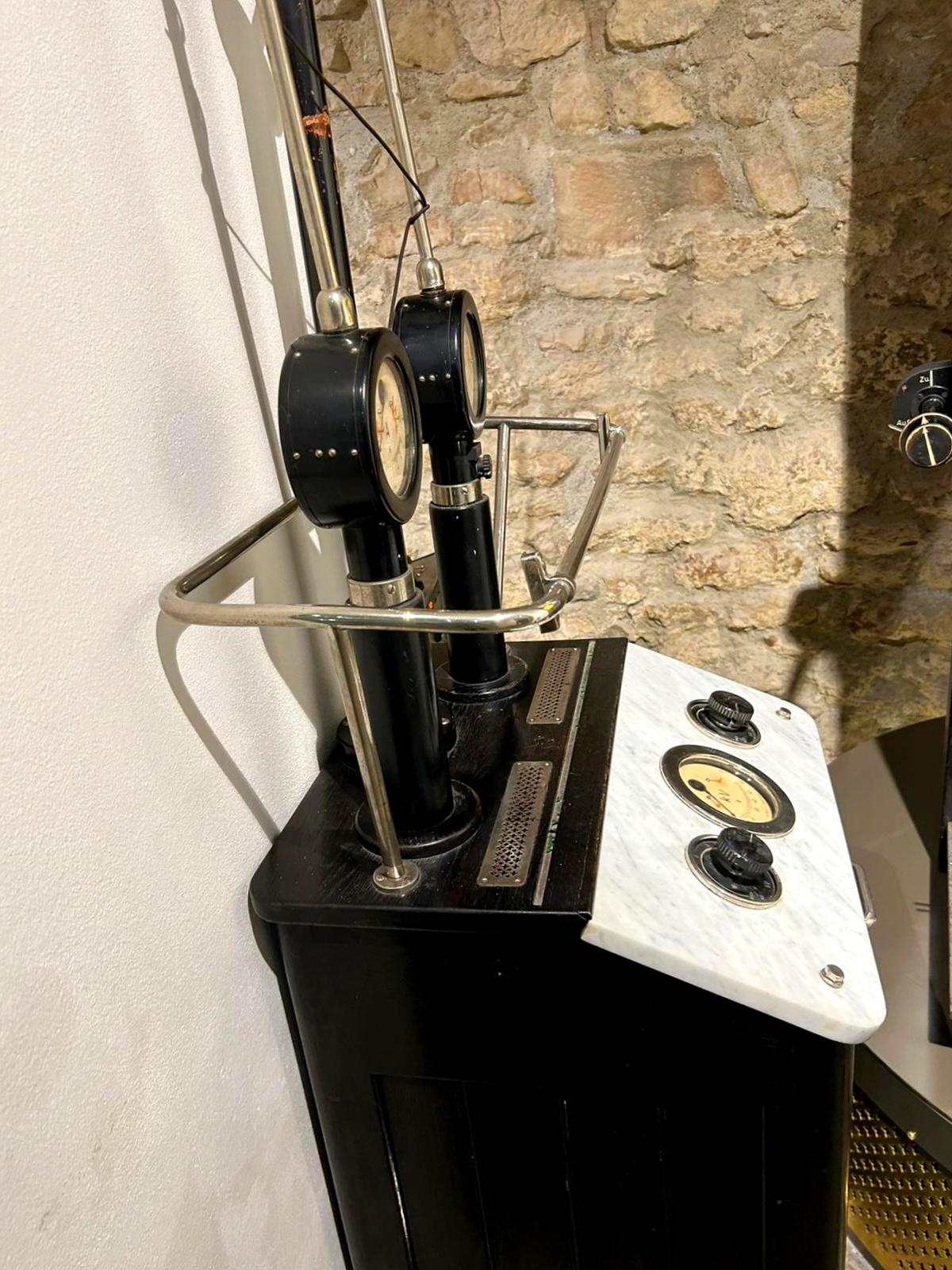
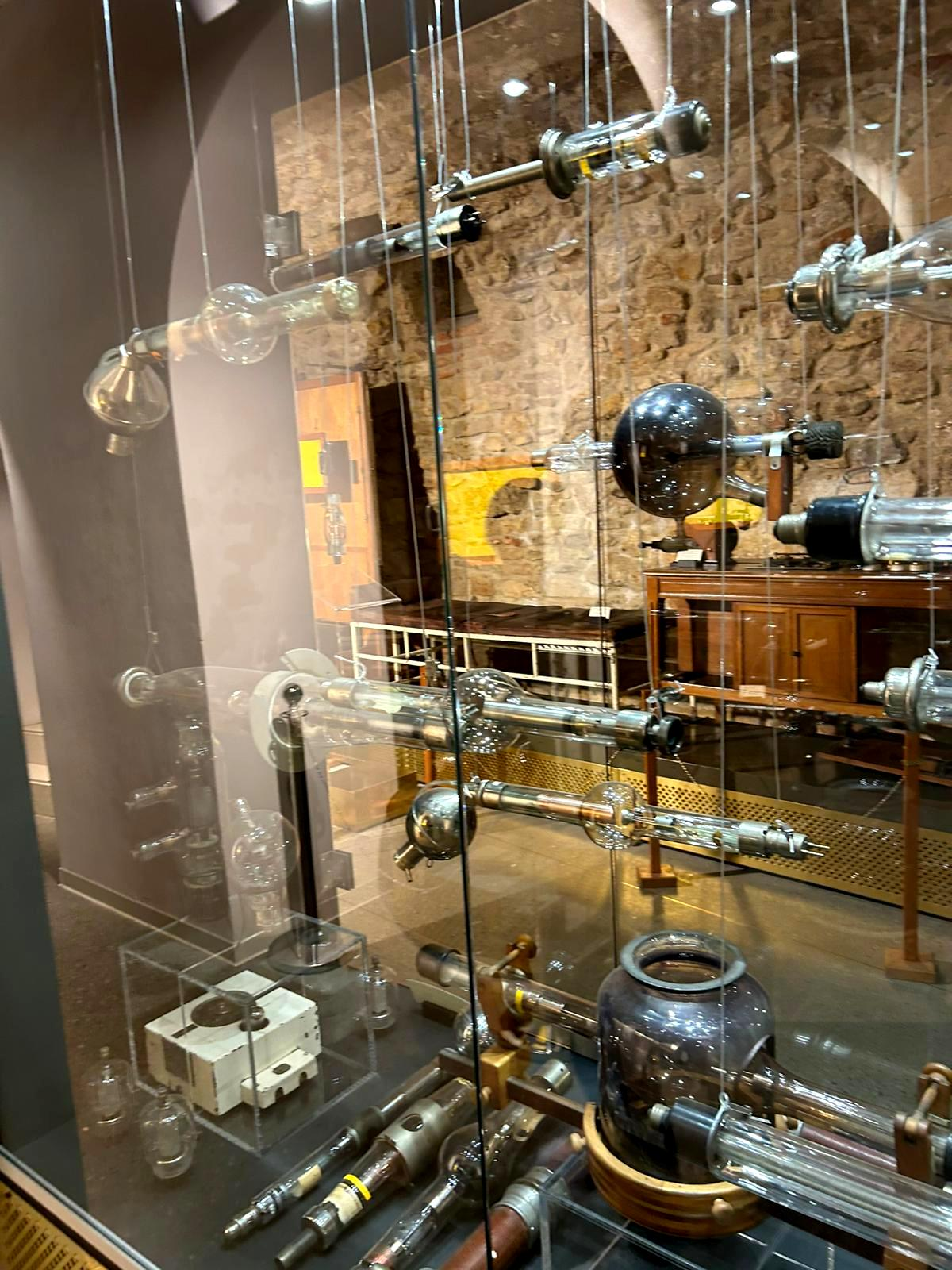
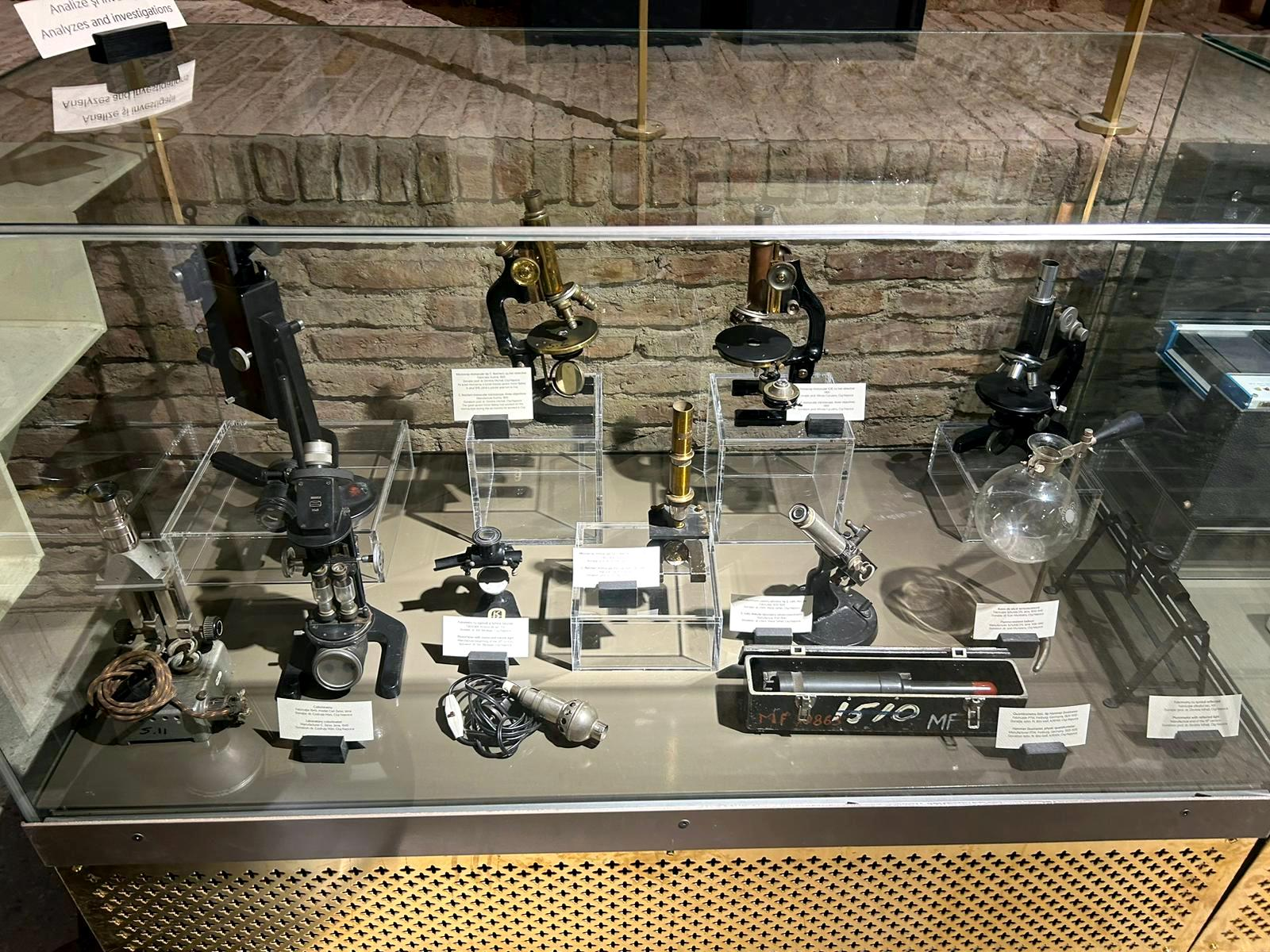
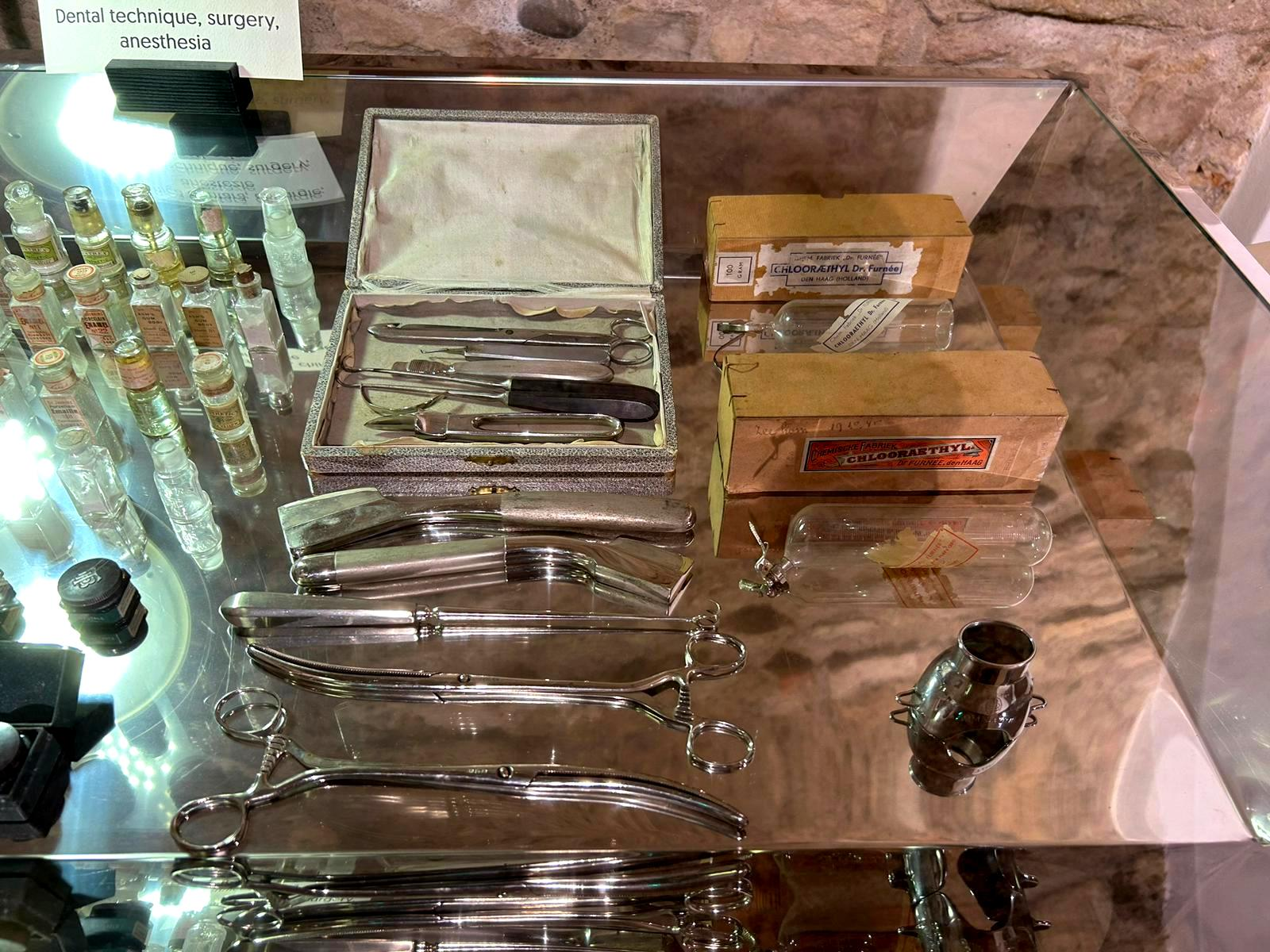
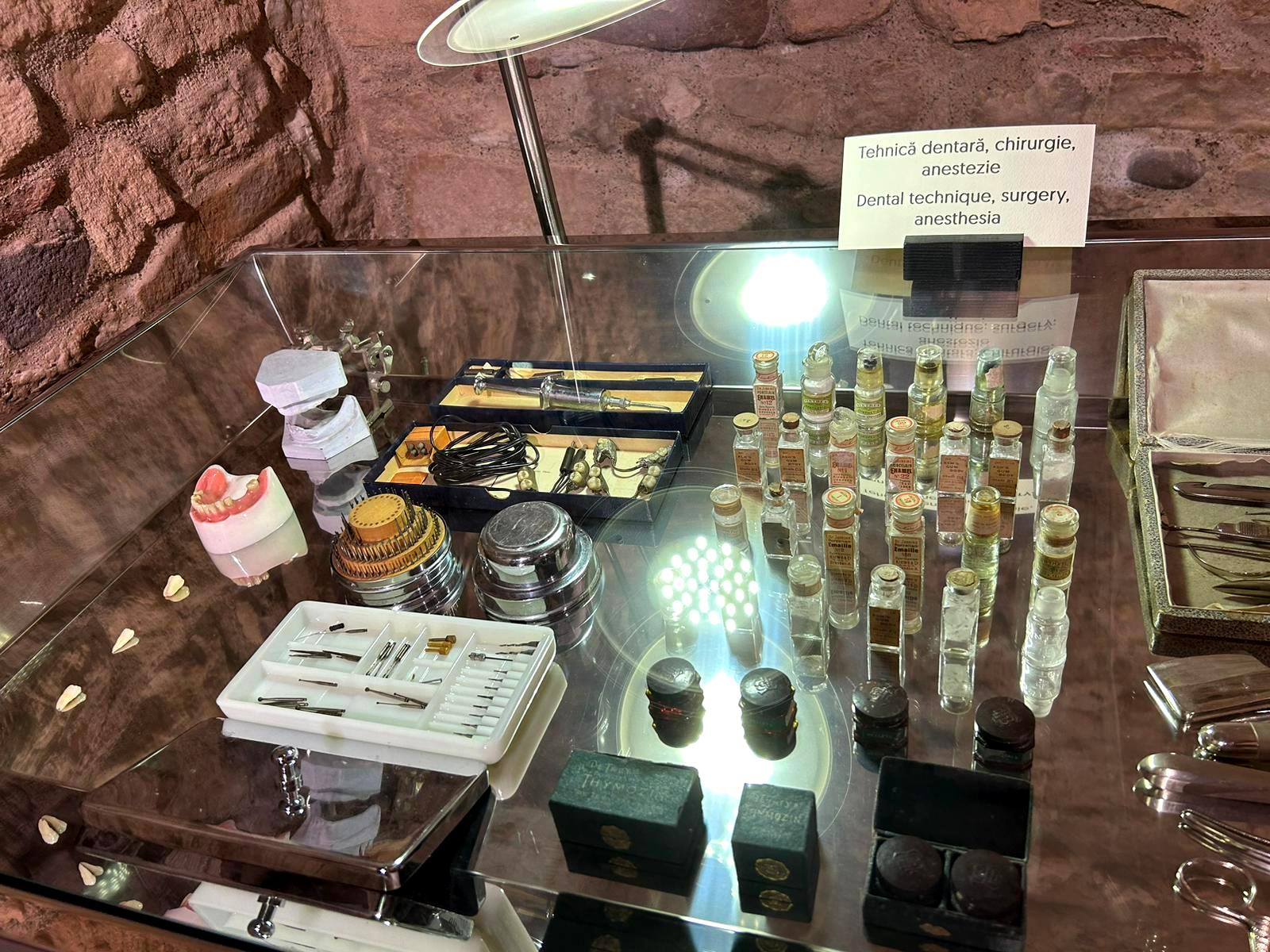
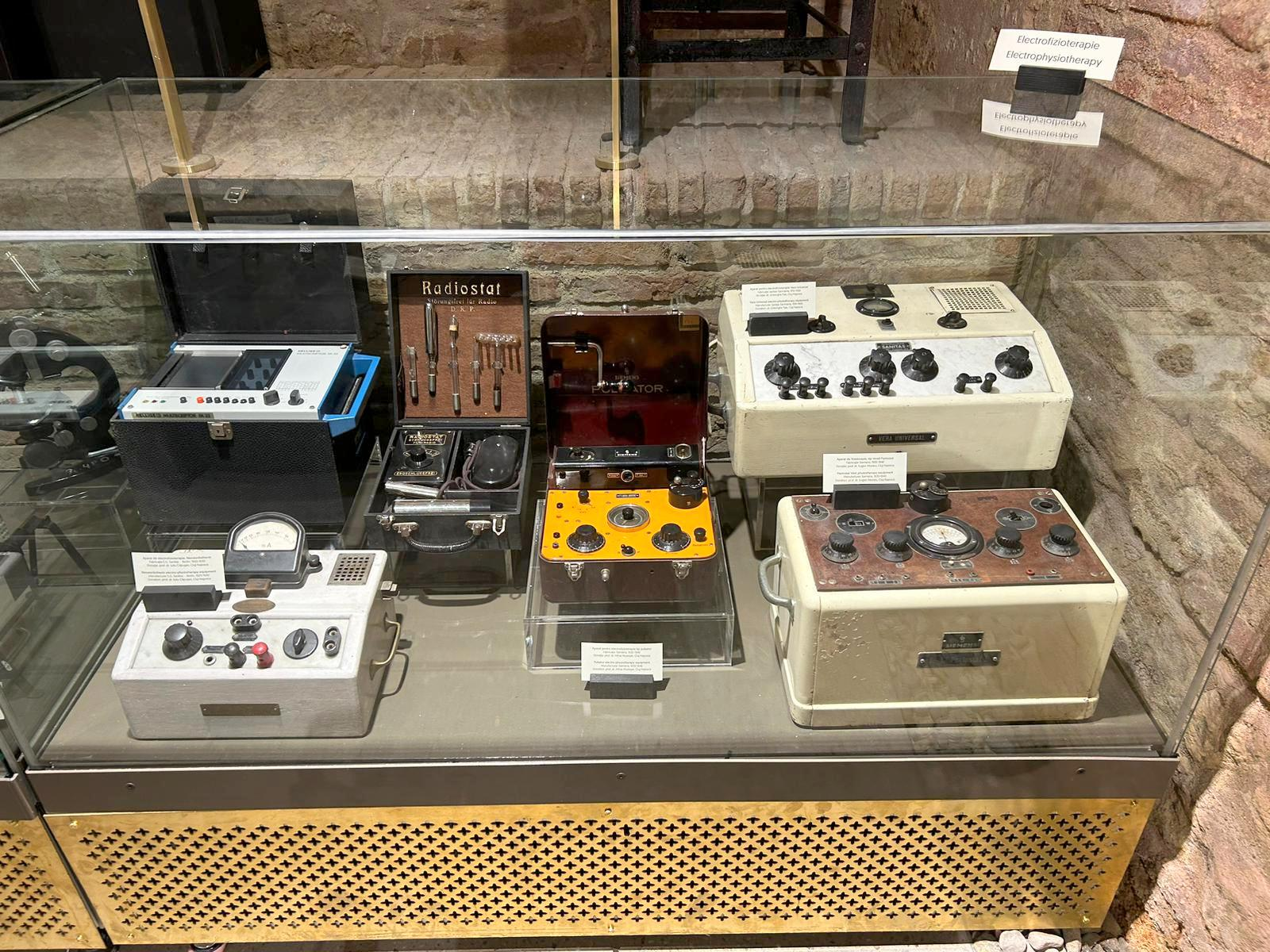
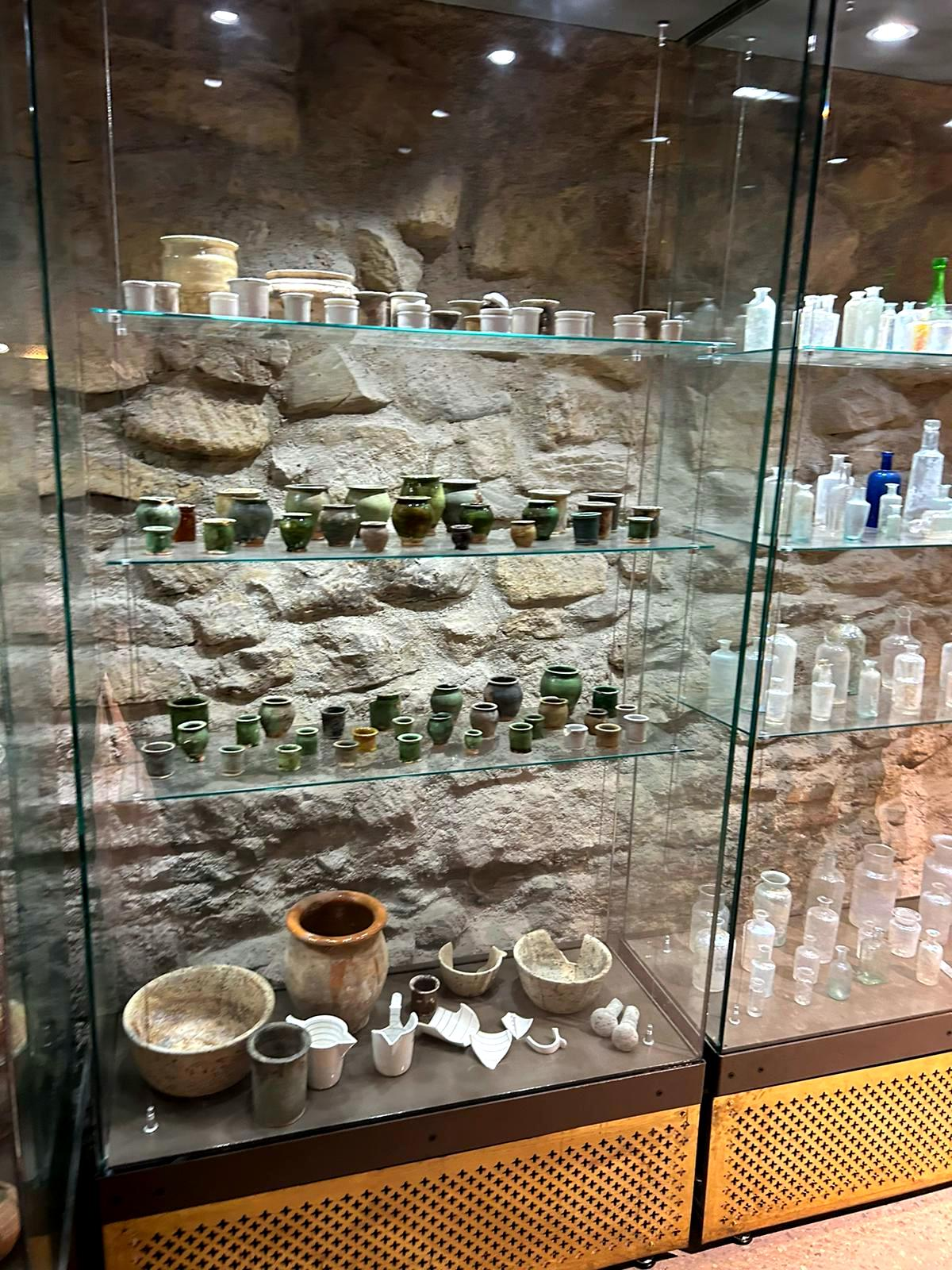
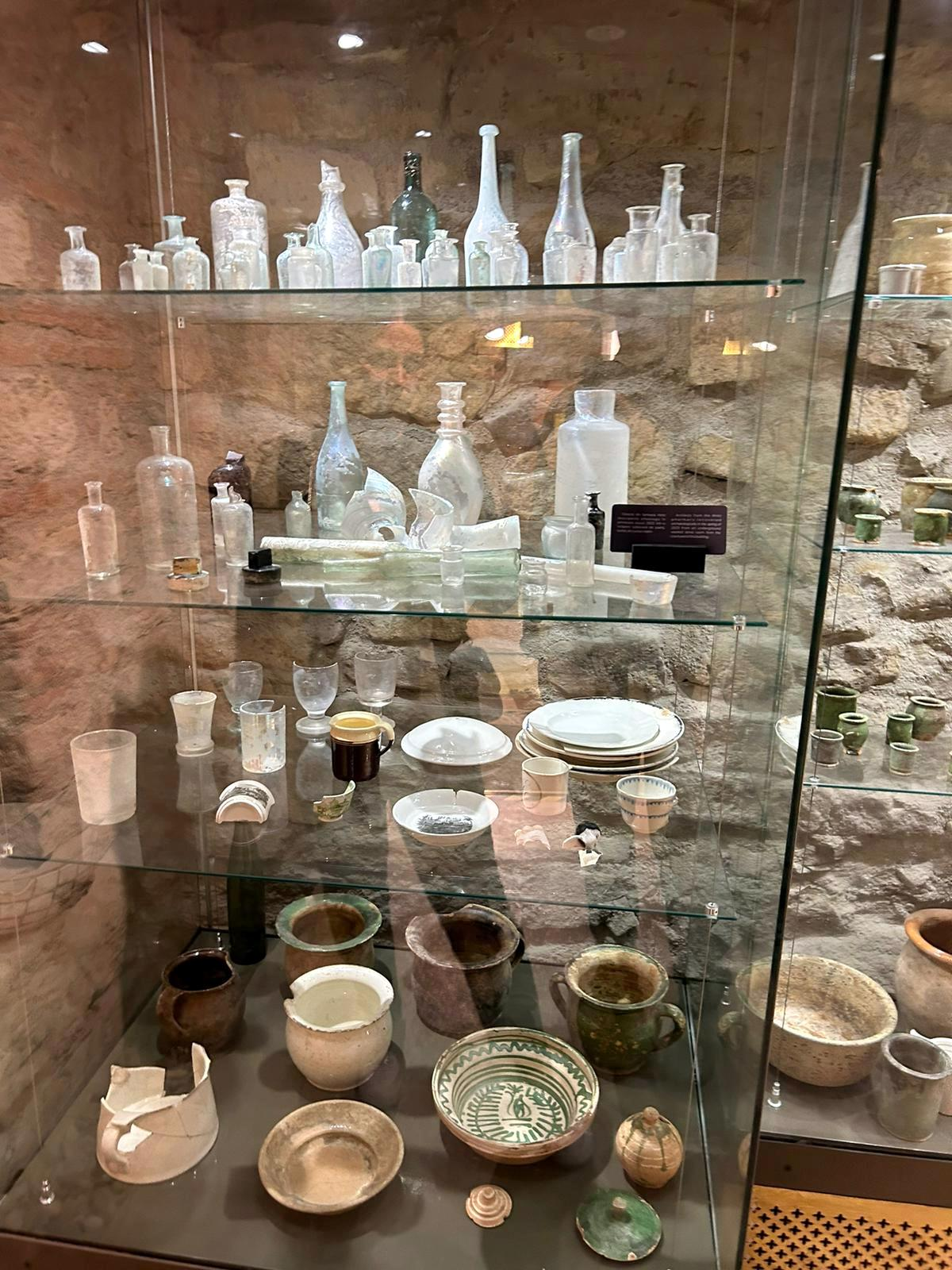
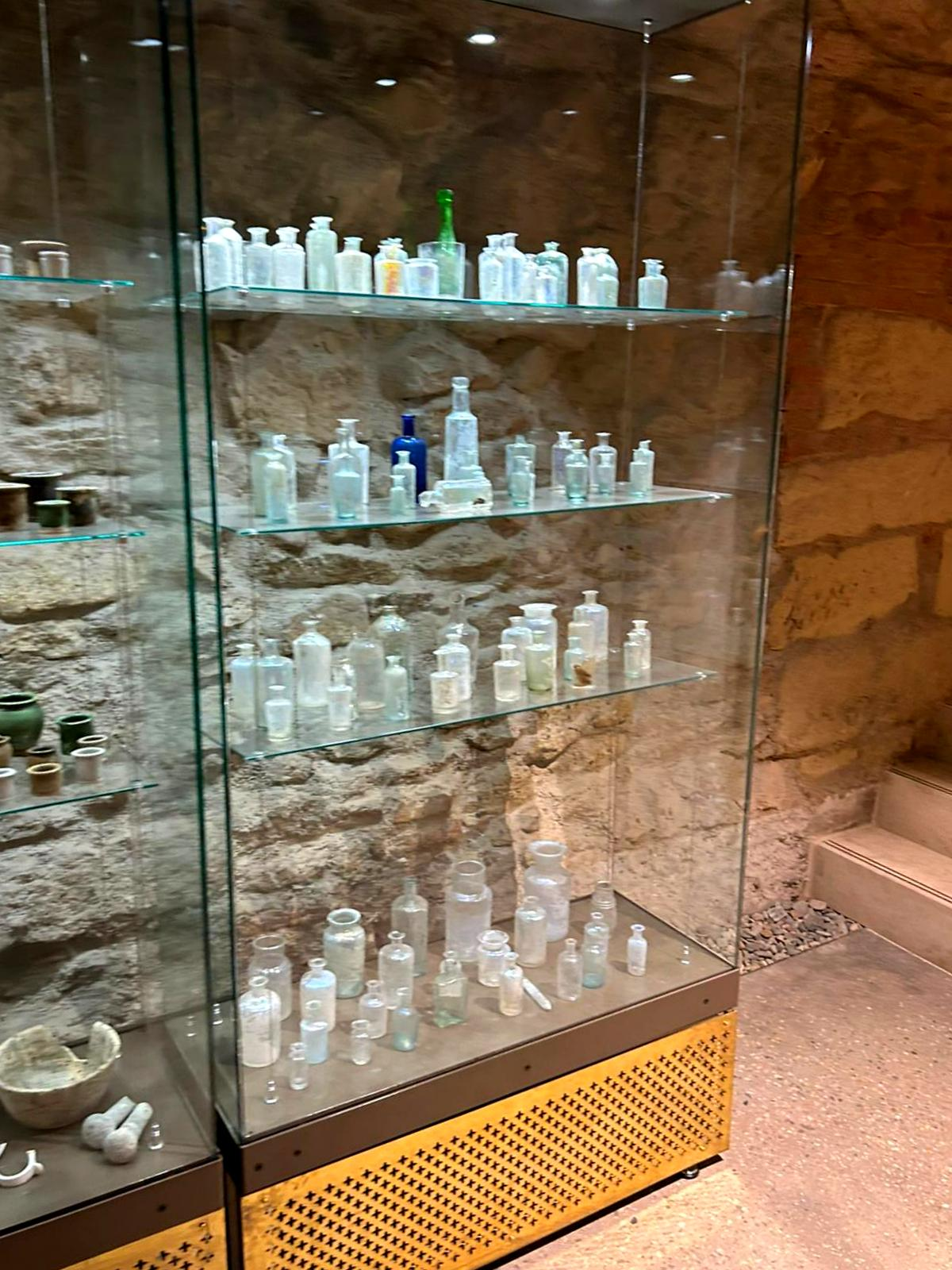
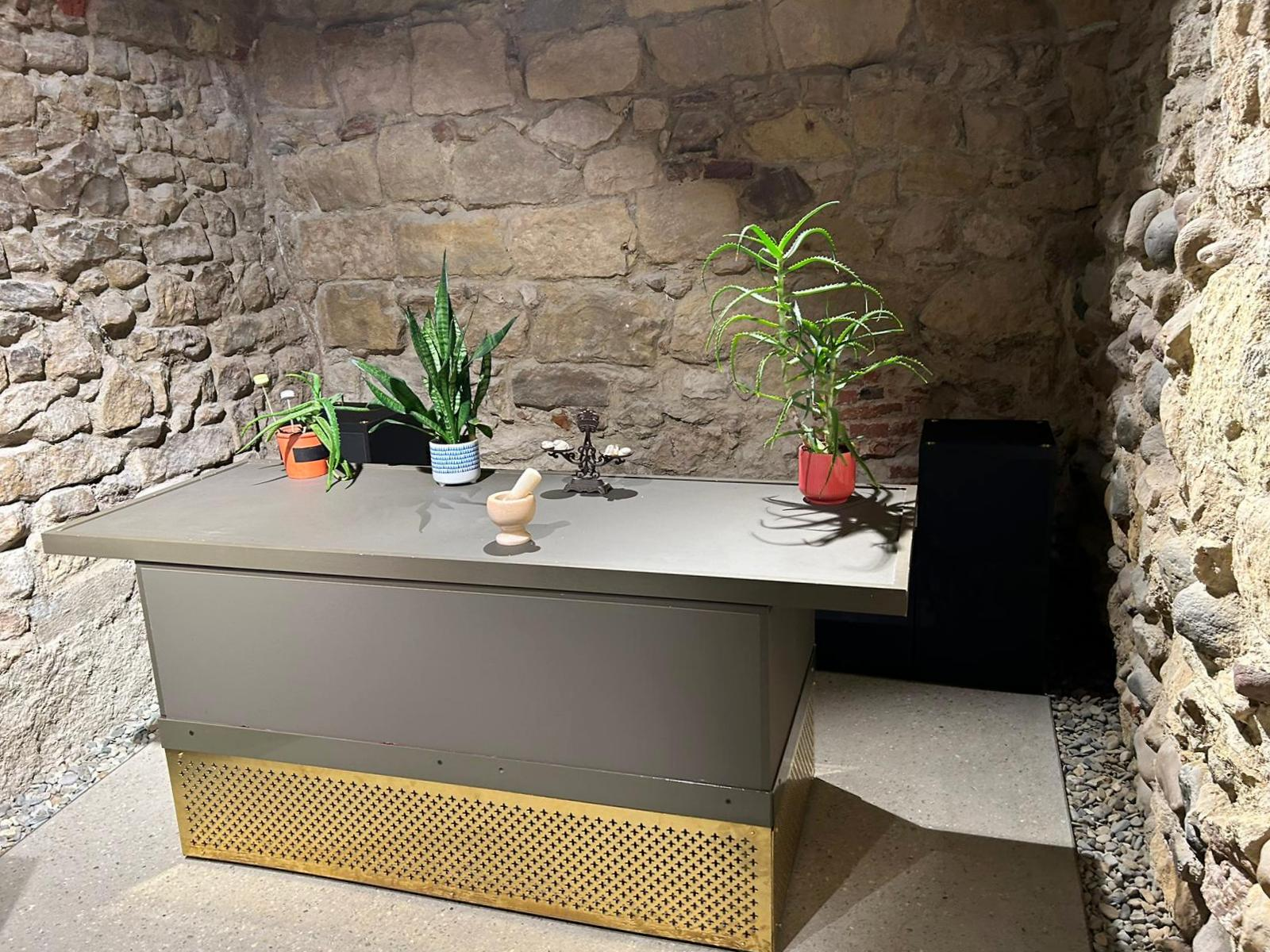
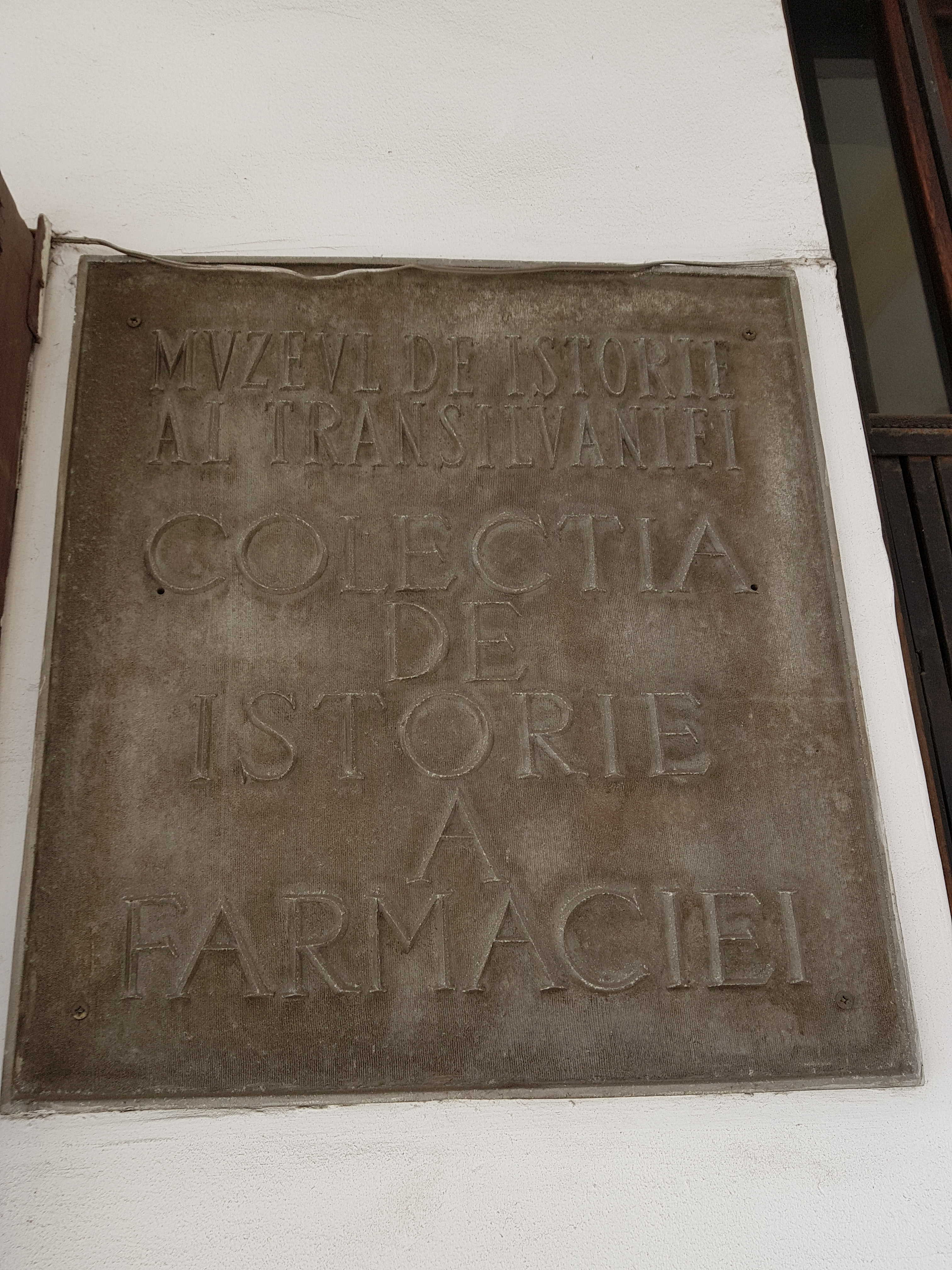